# Santa Croce (Venise)
Pour les articles homonymes, voir Santa Croce.
Santa Croce (en français Sainte-Croix; en vénitien Santa Cróxe) est un des six sestieri de Venise.
Comme San Polo, ce sestiere appartenait à la zone dénommée Luprio, où se trouvaient des marais salants aux premiers temps de l'histoire de Venise.
Son nom fait évidemment référence à l'église appelée d'après la croix sur laquelle fut crucifié le Christ.

## Histoire

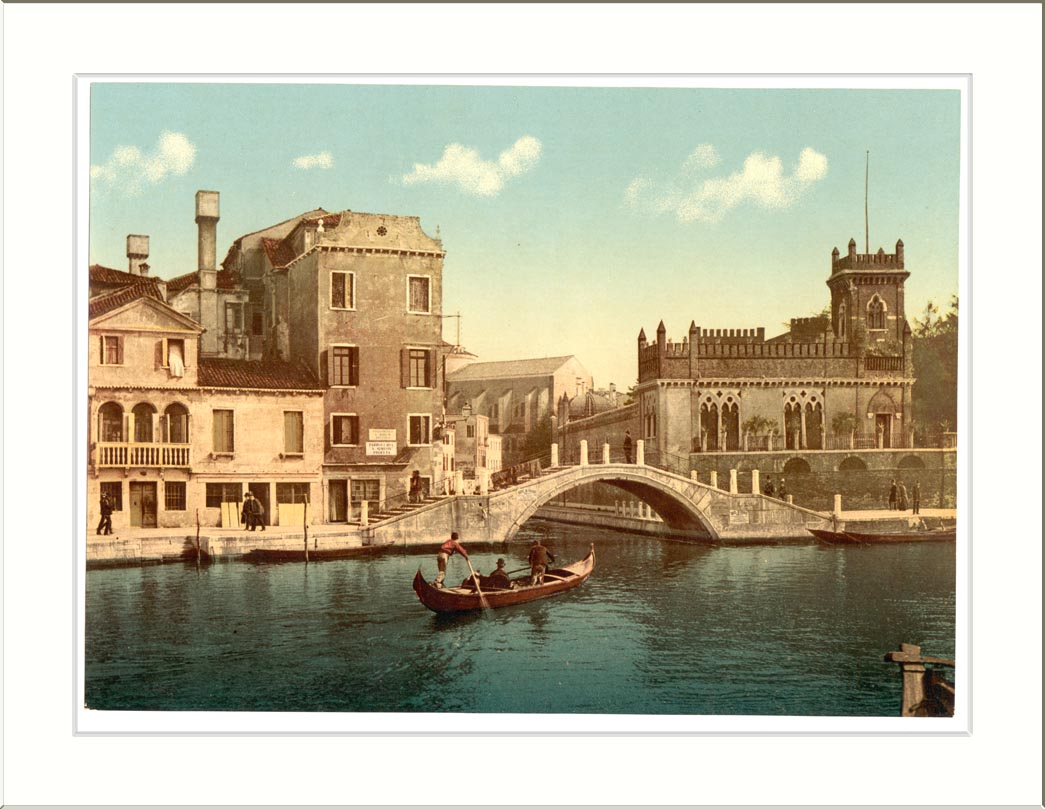
L'ancienne église S. Croce à l'origine du nom (vers 1900).

Anciennement ce sestiere contenait d'amples zones lacustres sur une partie de son territoire, appelés Luprio. Le sestier connut, depuis les premiers temps de la Sérénissime, une activité hydraulique et urbanistique intense, spécialement dans la zone contiguë au marché de Rialto avec un développement très important du bâti.
La liaison à la terre ferme, réalisée en 1800 par le pont des Lagunes (pont ferroviaire), conclut avec la gare de Venise-Santa-Lucia, le pont de la Liberté (pont routier) de la première moitié du XXe siècle avec la création des Piazzale Roma, l'ouverture du rio Novo à la liaison rapide entre les garages et le centre-ville, ils ont tous concouru à dénaturer cette partie de Venise définitivement, alors qu'elle s'était maintenue plus conforme au paysage de campagne : constellée de dépôts, magasins, petites industries mais aussi d'installations monastiques.
Le nom du sestiere provient de l'église et du monastère éponyme, qui furent démolis en partie pour faire place au début du XXe siècle aux Giardini Papadopoli.
La liaison piétonne entre Santa Croce et Cannaregio fut garantie par le pont des Scalzi en fonte (1858) améliorant l'accès à la gare ferroviaire construite récemment. Le style industriel se conciliait mal avec l'esthétique des structures environnantes. La structure de fonte s'affaissant, la commune fut contrainte de le remplacer par un pont à arcade unique entièrement en pierre d'Istrie (1934).

## Géographie

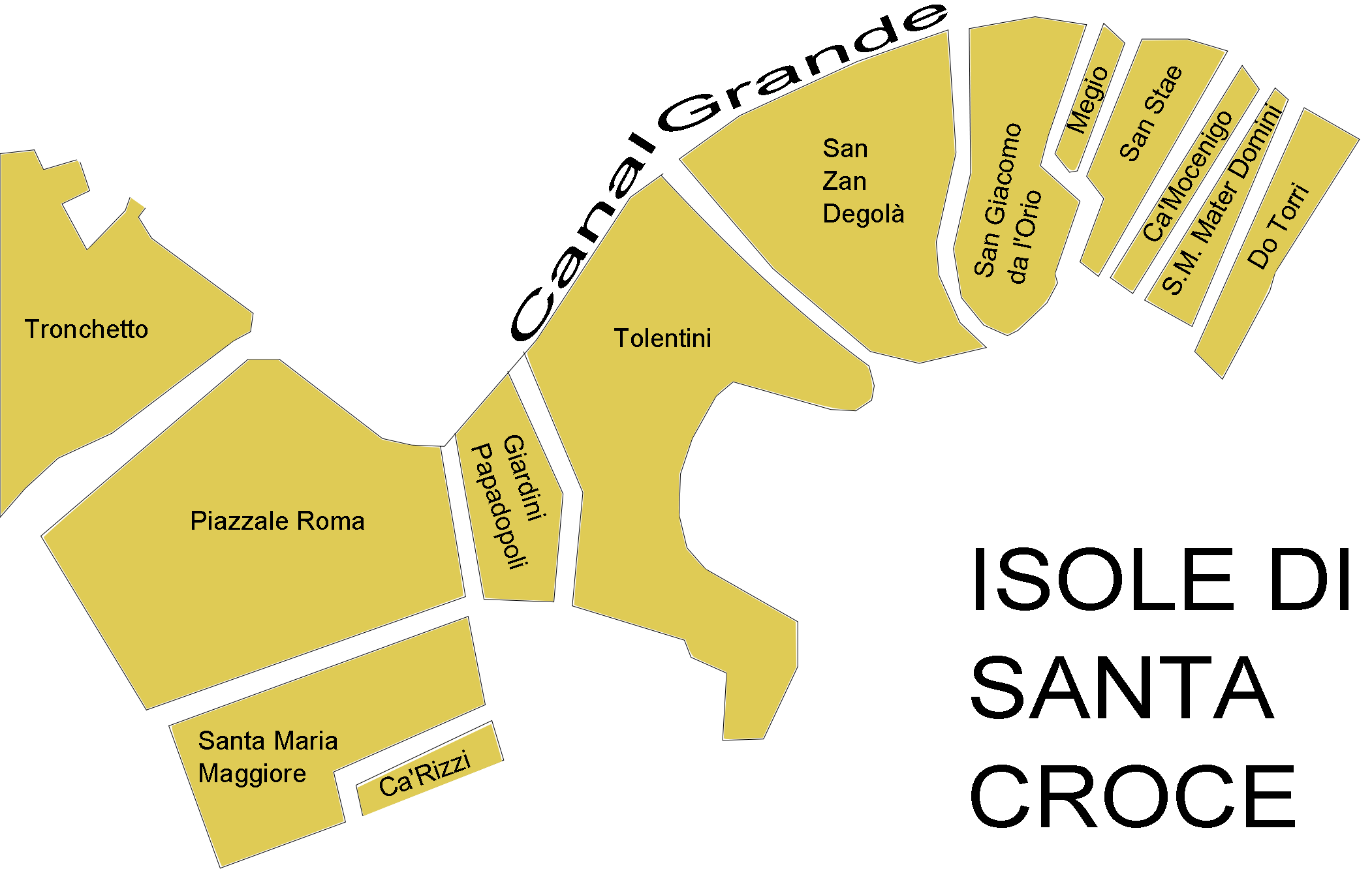
Les îles de Santa Croce.

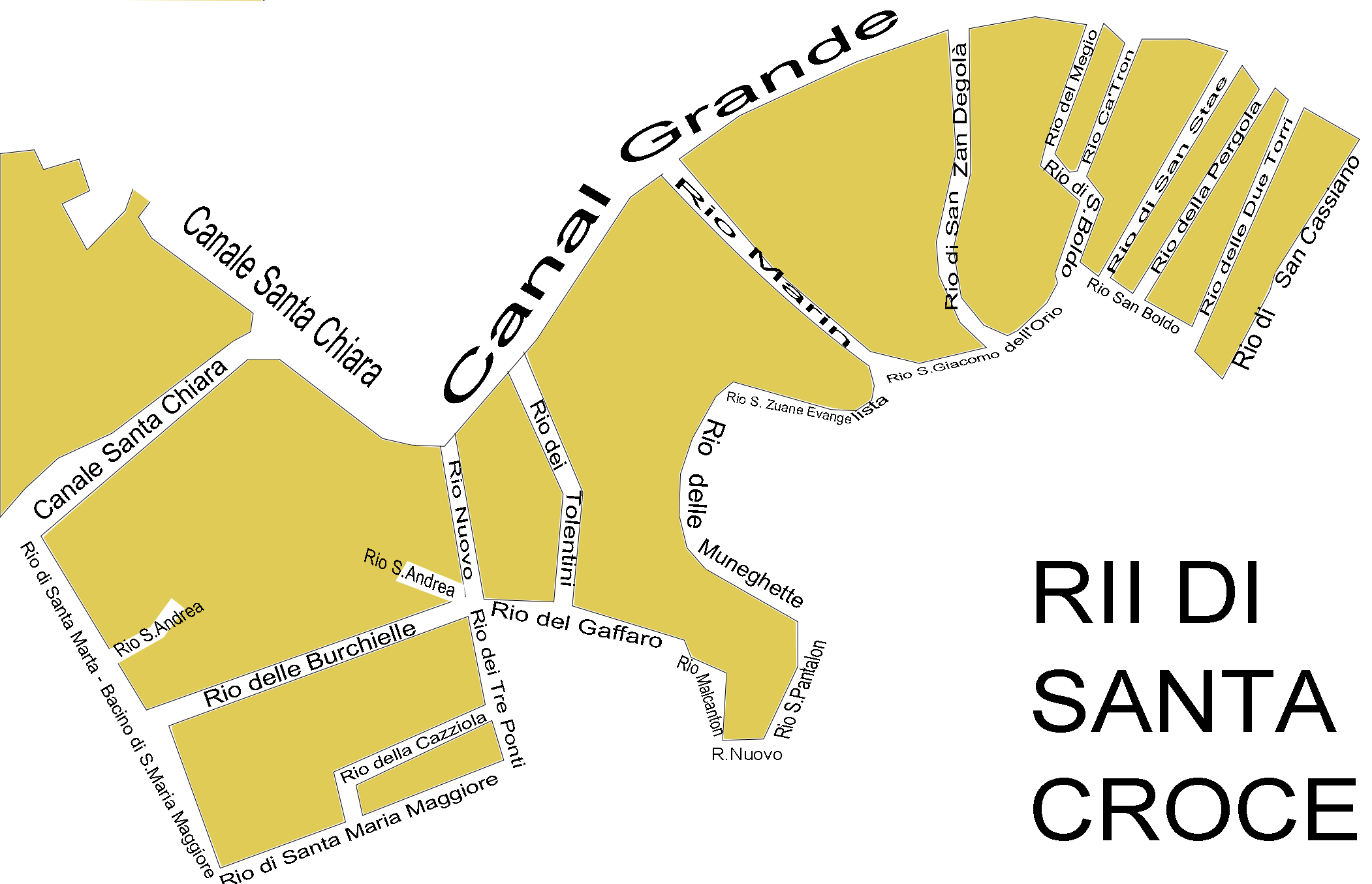
Les canaux de Santa Croce.

Le sestiere est voisin au sud du sestiere de Dorsoduro, au nord de Cannaregio, auquel il est relié par le Pont des Scalzi sur le Grand Canal, et à l'est de San Polo.
Le sestiere est délimité par le Grand Canal au nord, depuis le rio di San Cassiano à l'est jusqu'au Tronchetto à l'ouest. Il englobe la darse de la station maritime. Remontant vers le nord par le Canal de la Scomenzera jusqu'au canal de Santa Chiara, la limite dessine alors un rectangle en suivant vers le sud le rio di Santa Maria Maggiore puis après un angle à 90° vers l'est puis vers le nord, elle rejoint le Rio Novo. Là, elle dessine une sorte d'enclave entre Dorsoduro et San Polo vers l'est en suivant le rio del Malcanton jusqu'au Campo San Pantalòn. À nouveau vers le nord par le rio de San Pantalon, puis vers le nord-ouest en suivant le rio delle Muneghette jusqu'au rio di San Giovanni Evangelista (rio de San Zuane). À partir de cet endroit, la direction est principalement vers l'est jusqu'au rio de San Cassan qui remonte vers le nord jusqu'au Grand Canal.
C'est le seul sestiere à connaître la circulation automobile puisqu'il héberge la gare routière sur le Piazzale Roma et le parking des automobiles qui arrivent de Mestre par le Ponte della Libertà.
Il comprend aussi un parc sur son territoire : les Giardini Papadopoli.
Le sestiere était subdivisé en sept contrade ou quartiers :
1. Santa Croce, autour de l'Église Santa Croce (détruite);
2. San Giacomo da l'Orio, autour de l'Église San Giacomo Apostolo;
3. Santa Maria Mater Domini, autour de l'Église Santa Maria Madre di Dio;
4. San Simeon Grande, autour de l'Église San Simeone Profeta;
5. San Simeon Picolo, autour de l'Église Santi Simone e Giuda Apostoli;
6. San Stae, autour de l'Église Sant'Eustachio;
7. San Zuan Degolà, autour de l'Église San Giovanni decollato.

## Lieux remarquables

### Les églises

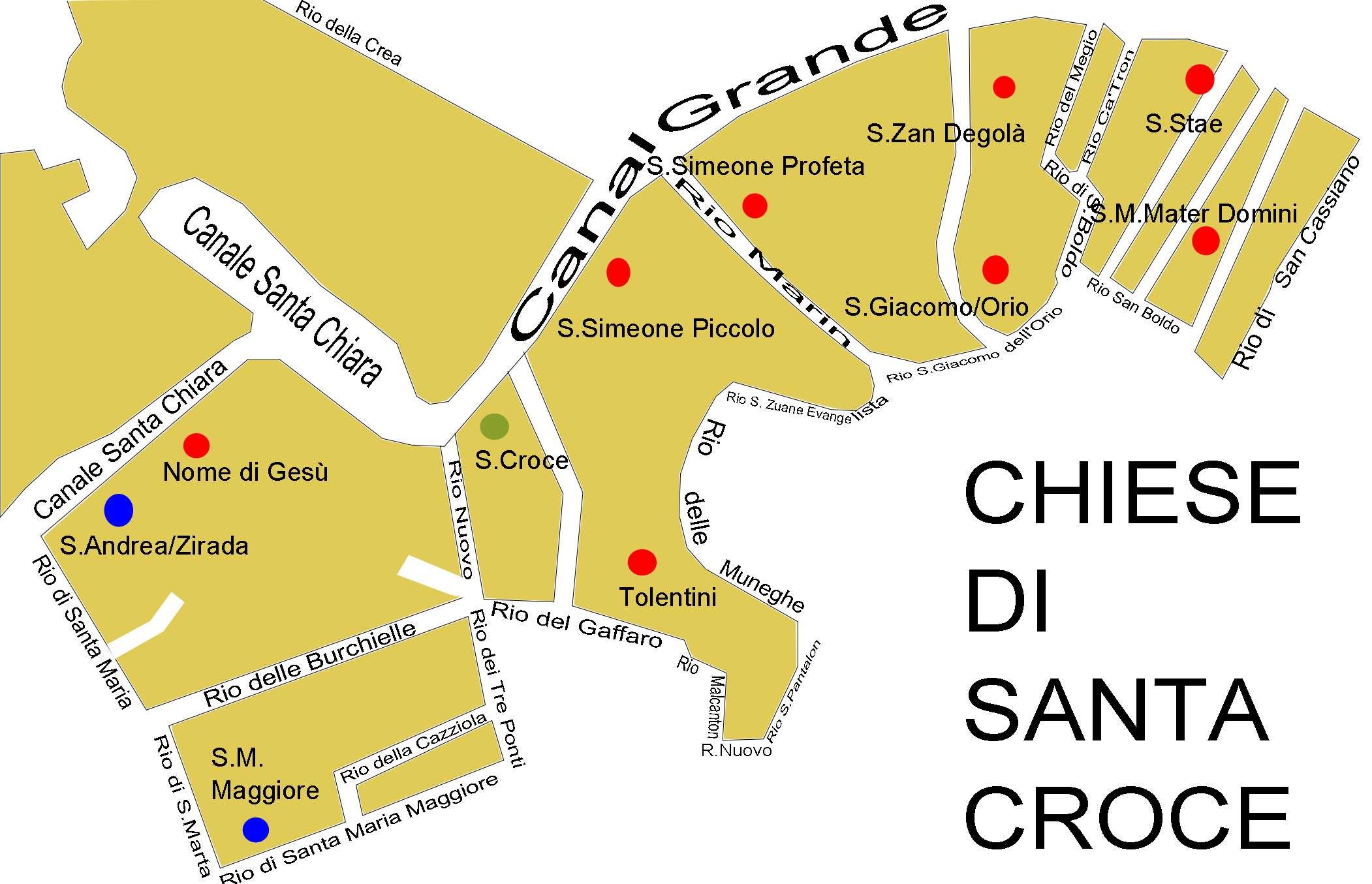
Les églises de Santa Croce

On peut y admirer les églises de San Giacomo dell'Orio sur le campo du même nom, San Stae sur le Grand Canal, Église San Zan Degolà, Santa Maria Materdomini, San Simeon Grande et San Simeon Piccolo, cette dernière se trouvant de l'autre côté du Grand Canal face à la gare de Venise-Santa-Lucia, et enfin le grand sanctuaire de San Nicolo da Tolentino.
Santa Croce est le sestiere le moins riche en monuments de la Sérénissime mais il possède cependant quelques édifices remarquables. 

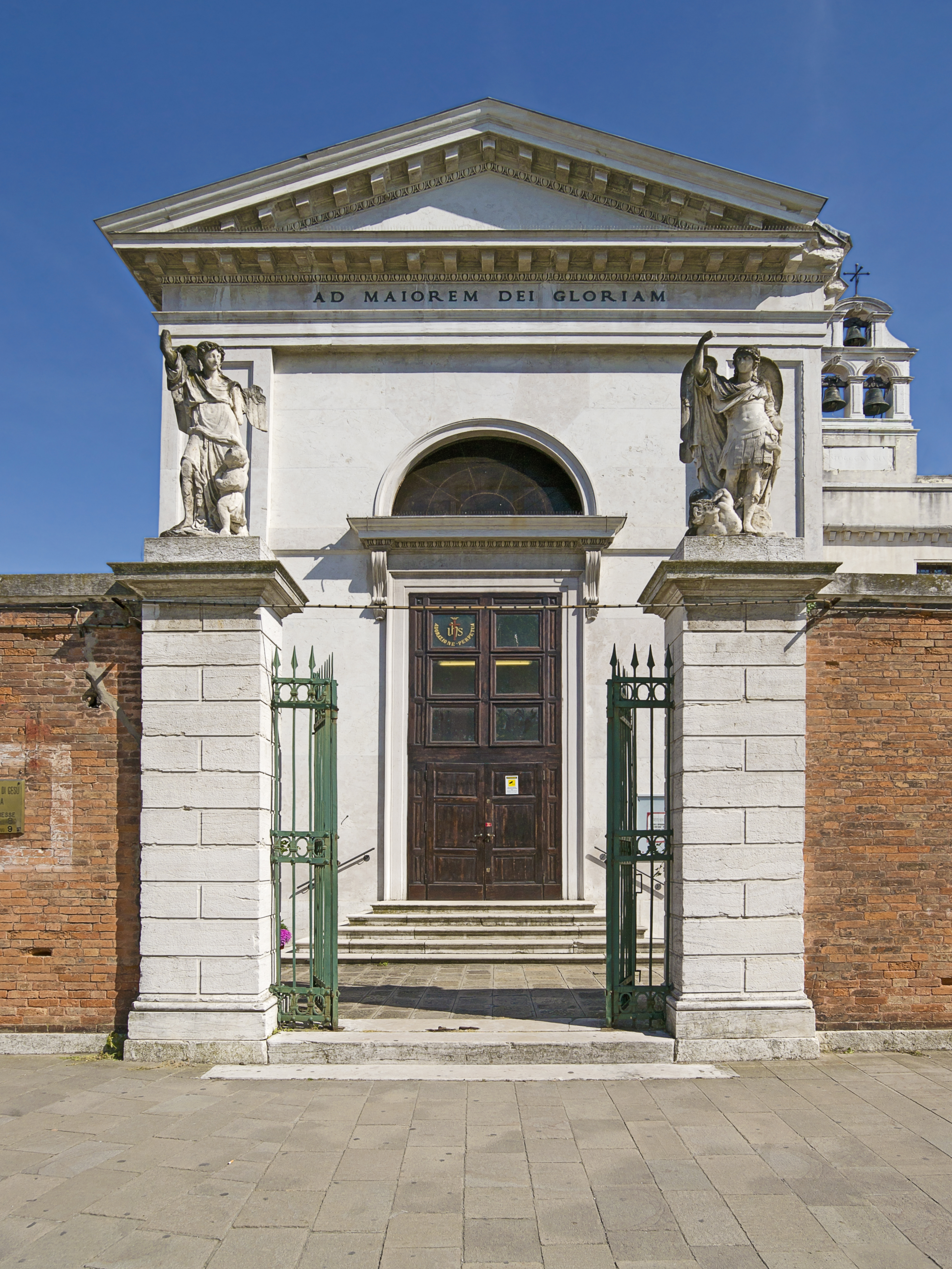
L'église Nome di Gesù ou Santa Chiara.
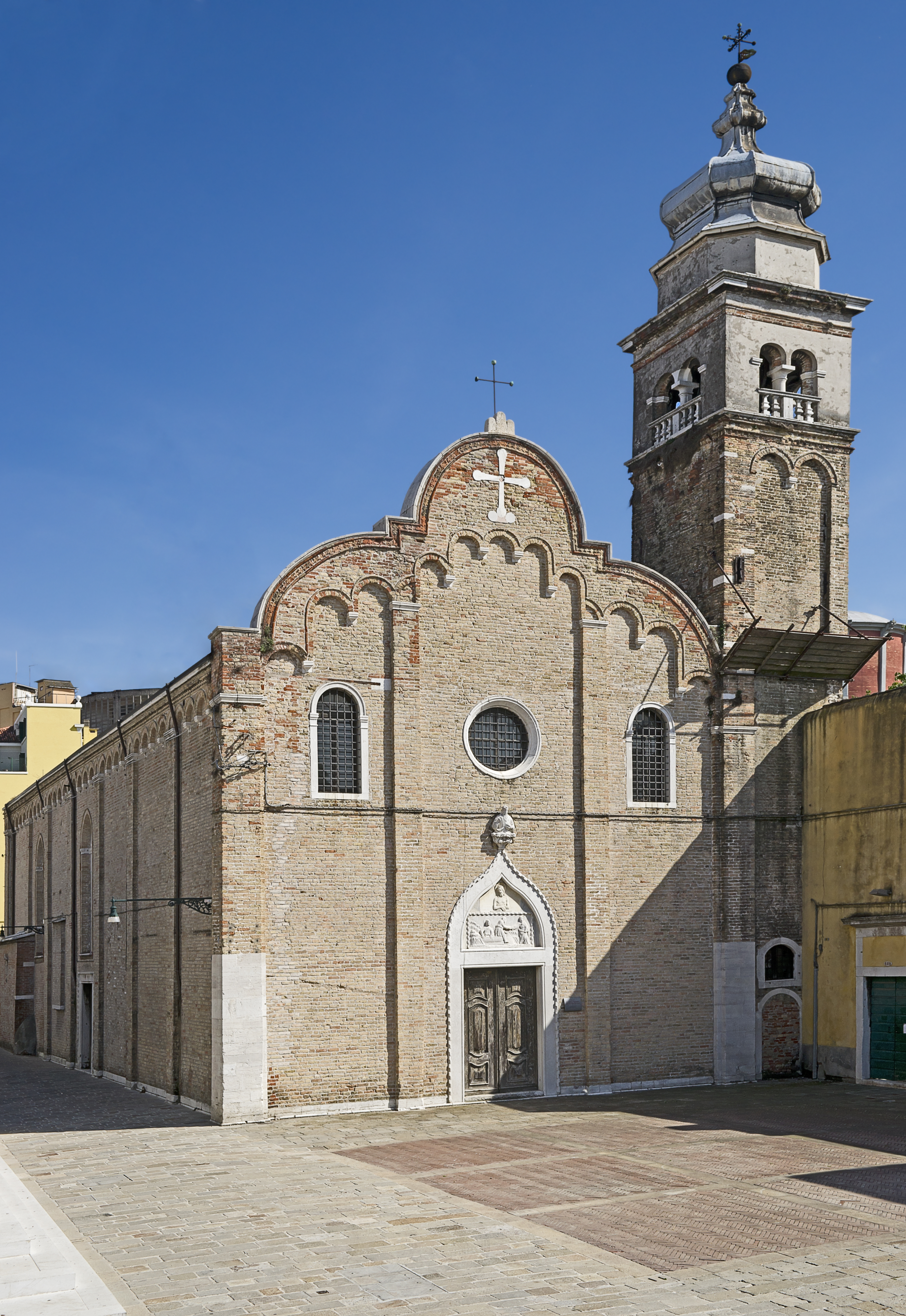
Église Sant'Andrea della Zirada.
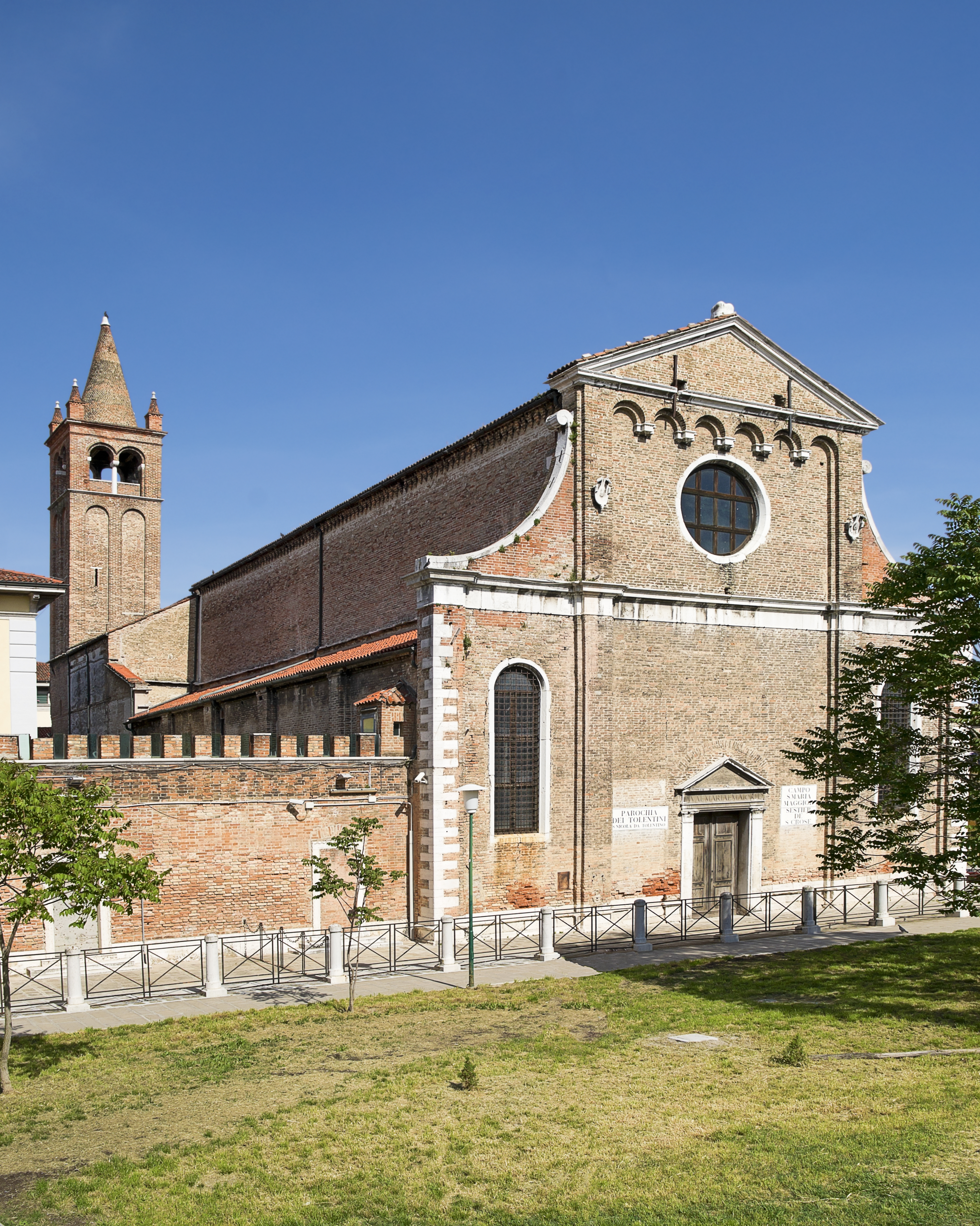
Église Saint-Marie-Majeure.
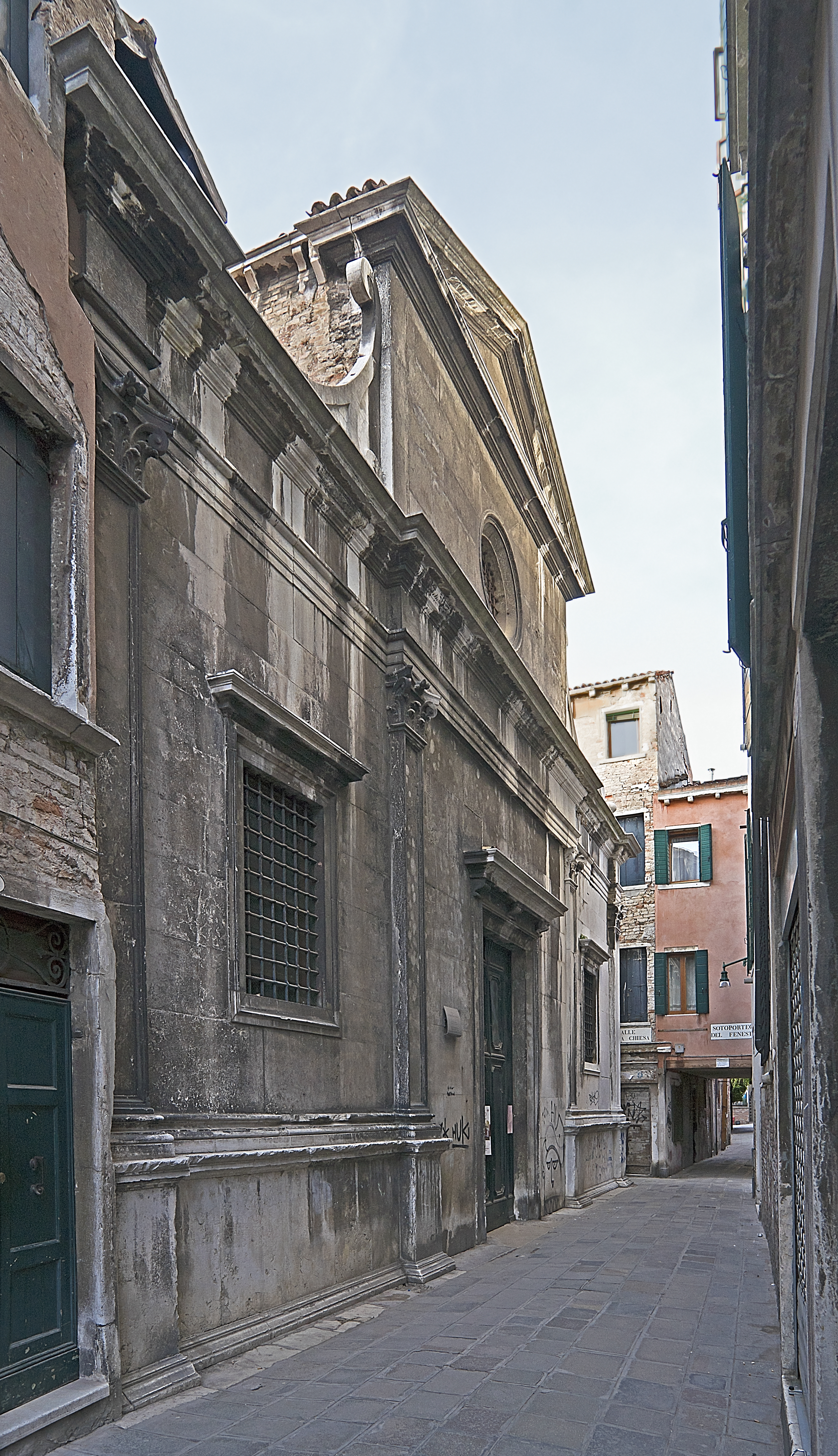
Église Santa Maria Mater Domini.
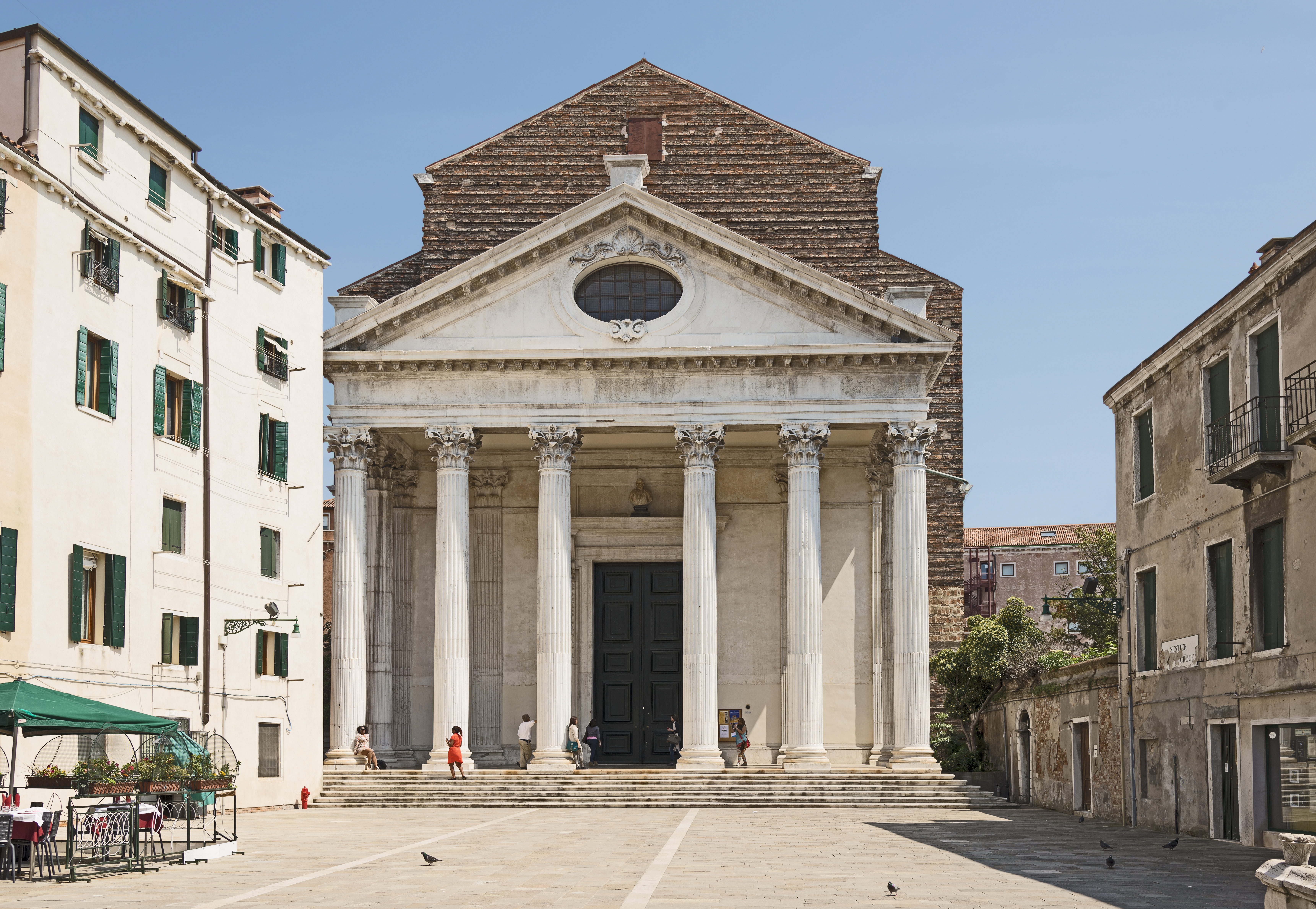
Église San Nicolò da Tolentino.
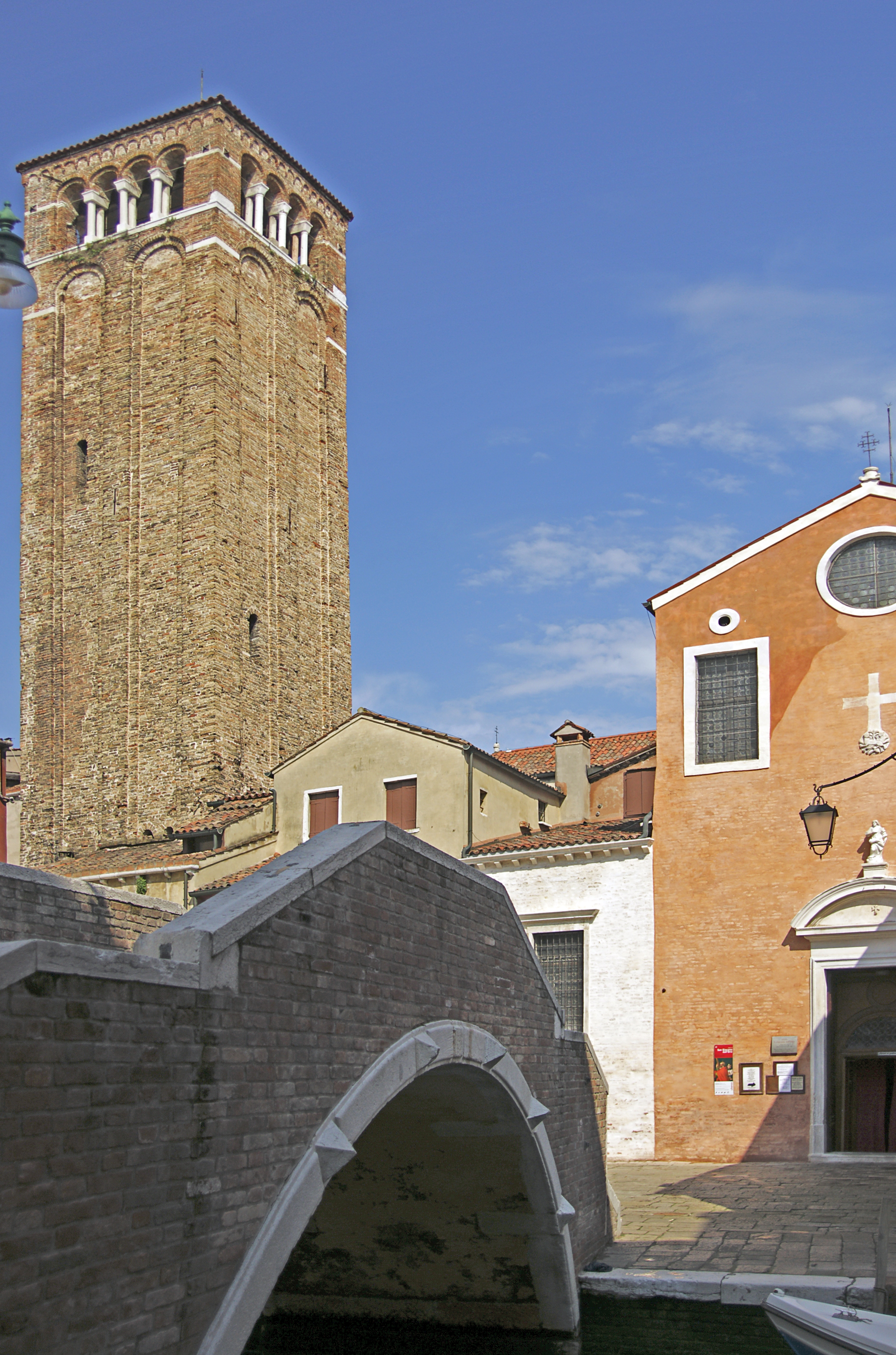
Église San Giacomo dall'Orio.
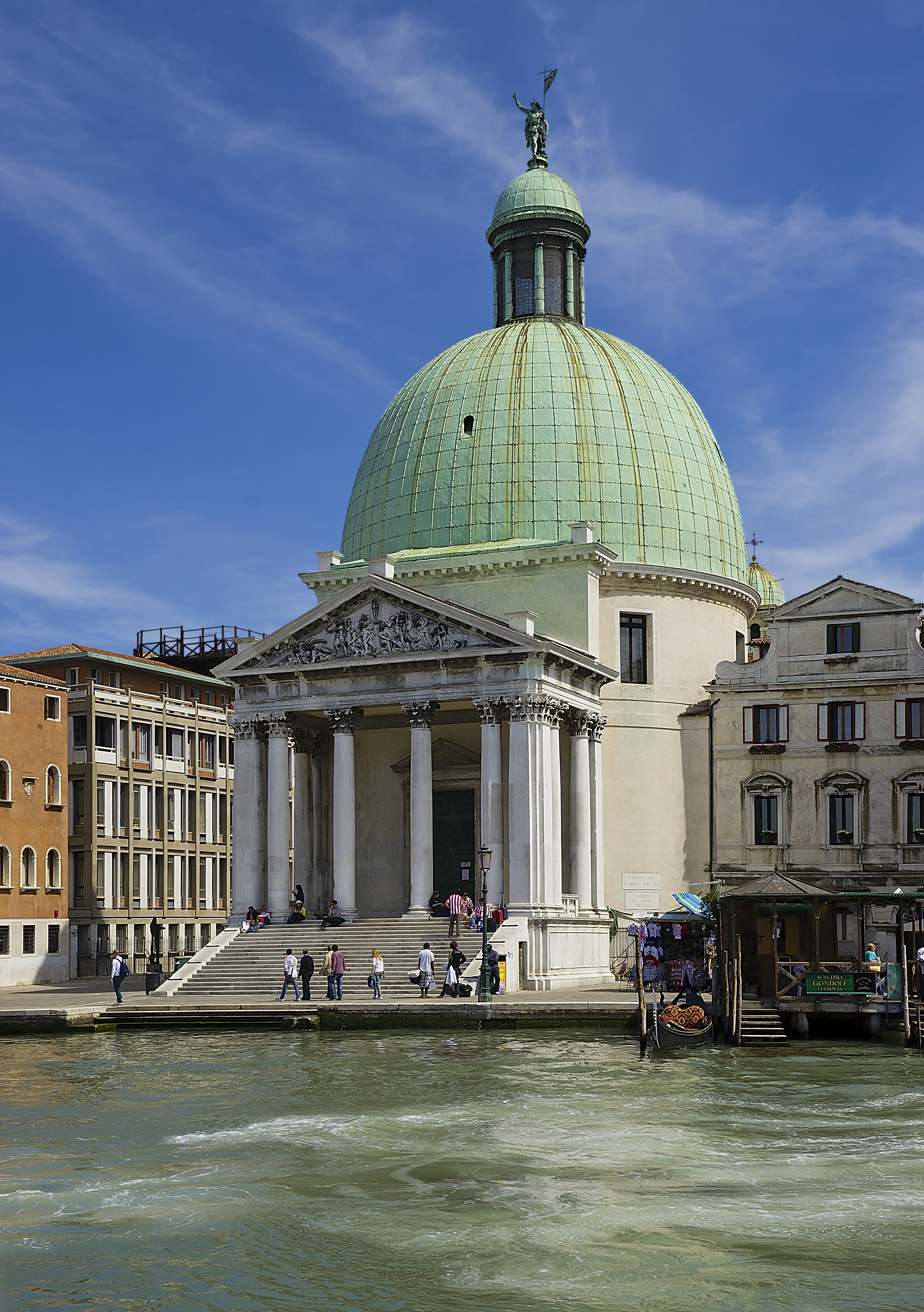
Église San Simeone Piccolo.
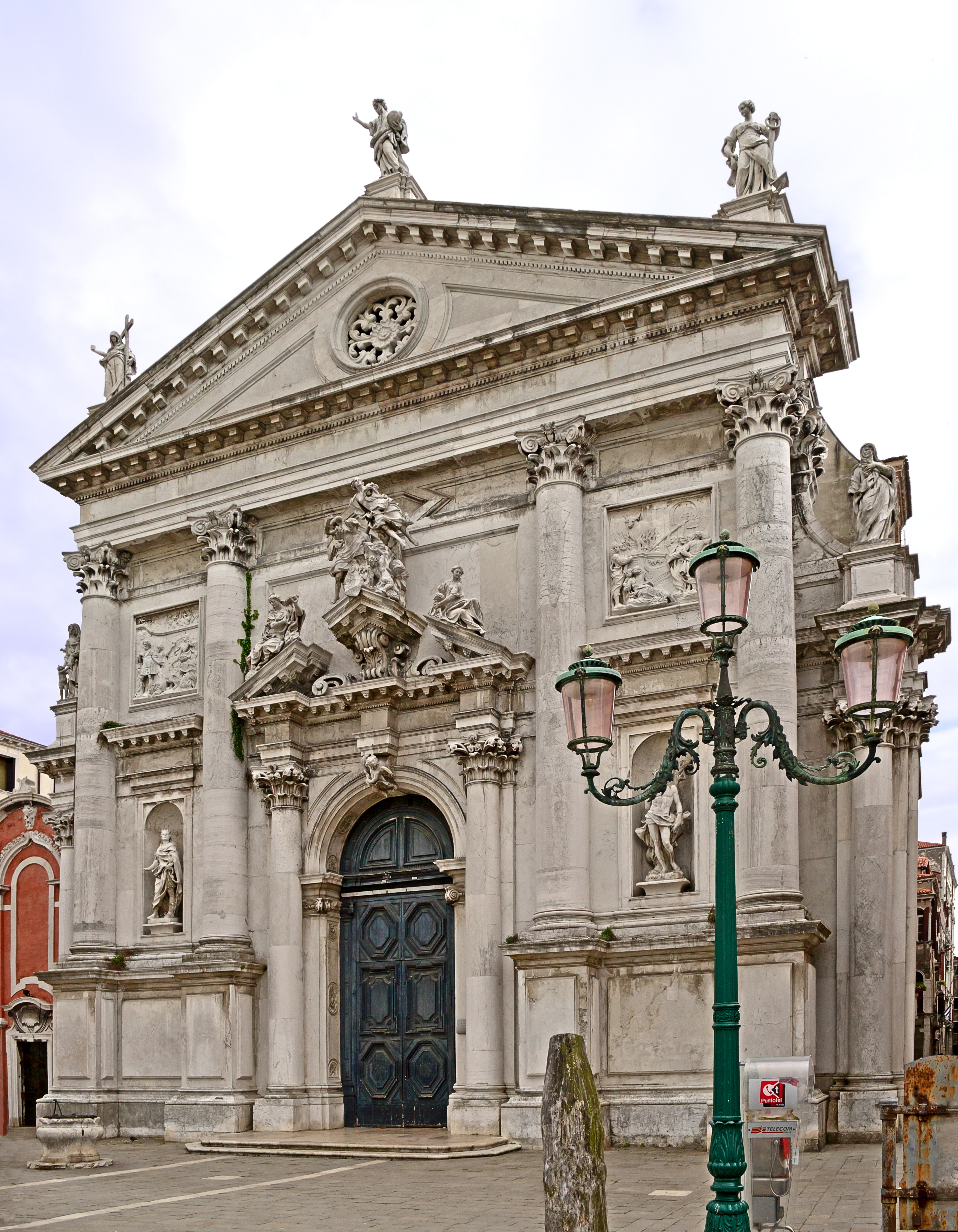
Église di San Stae.
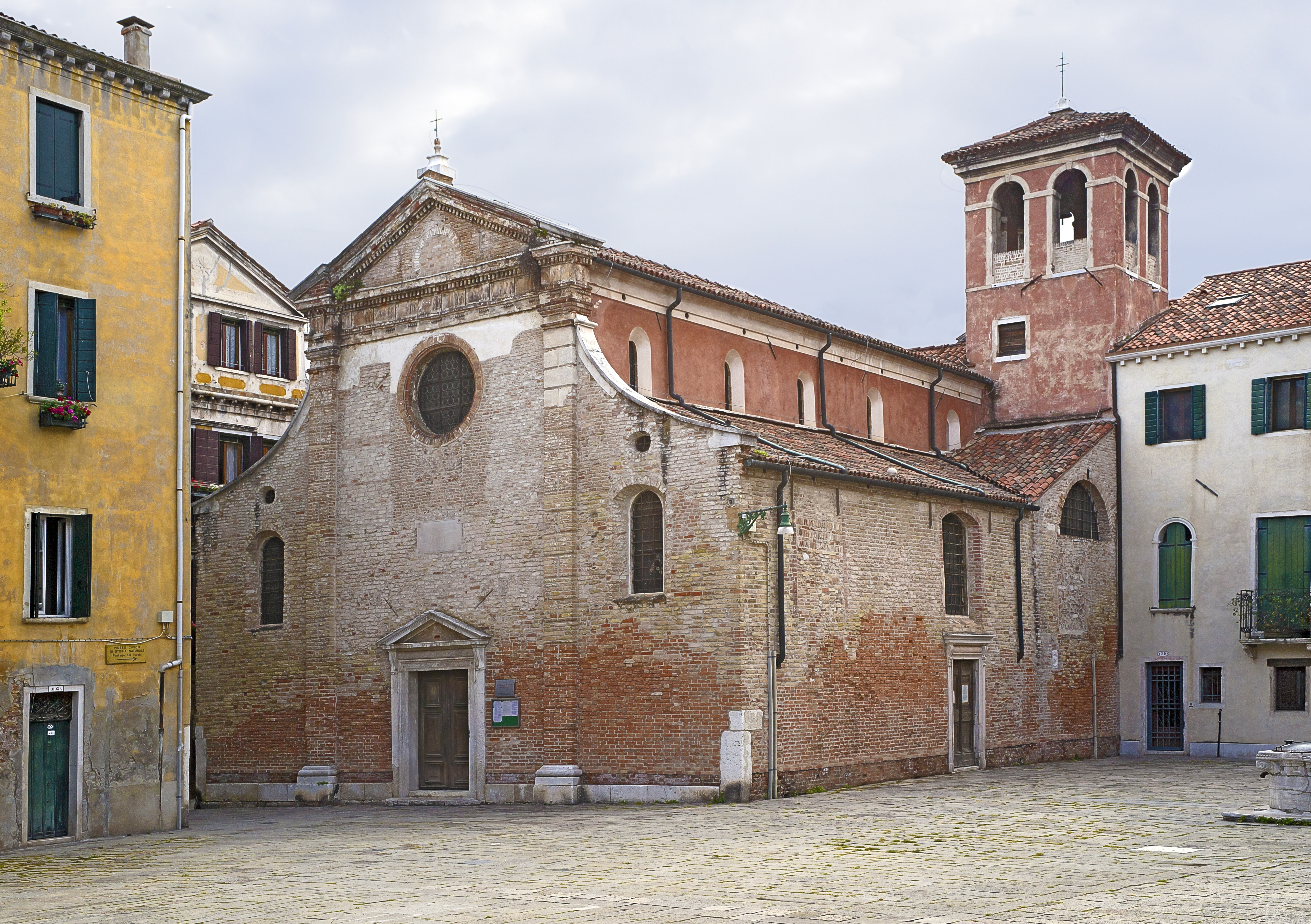
Église San Zan Degolà.

### Les Palais

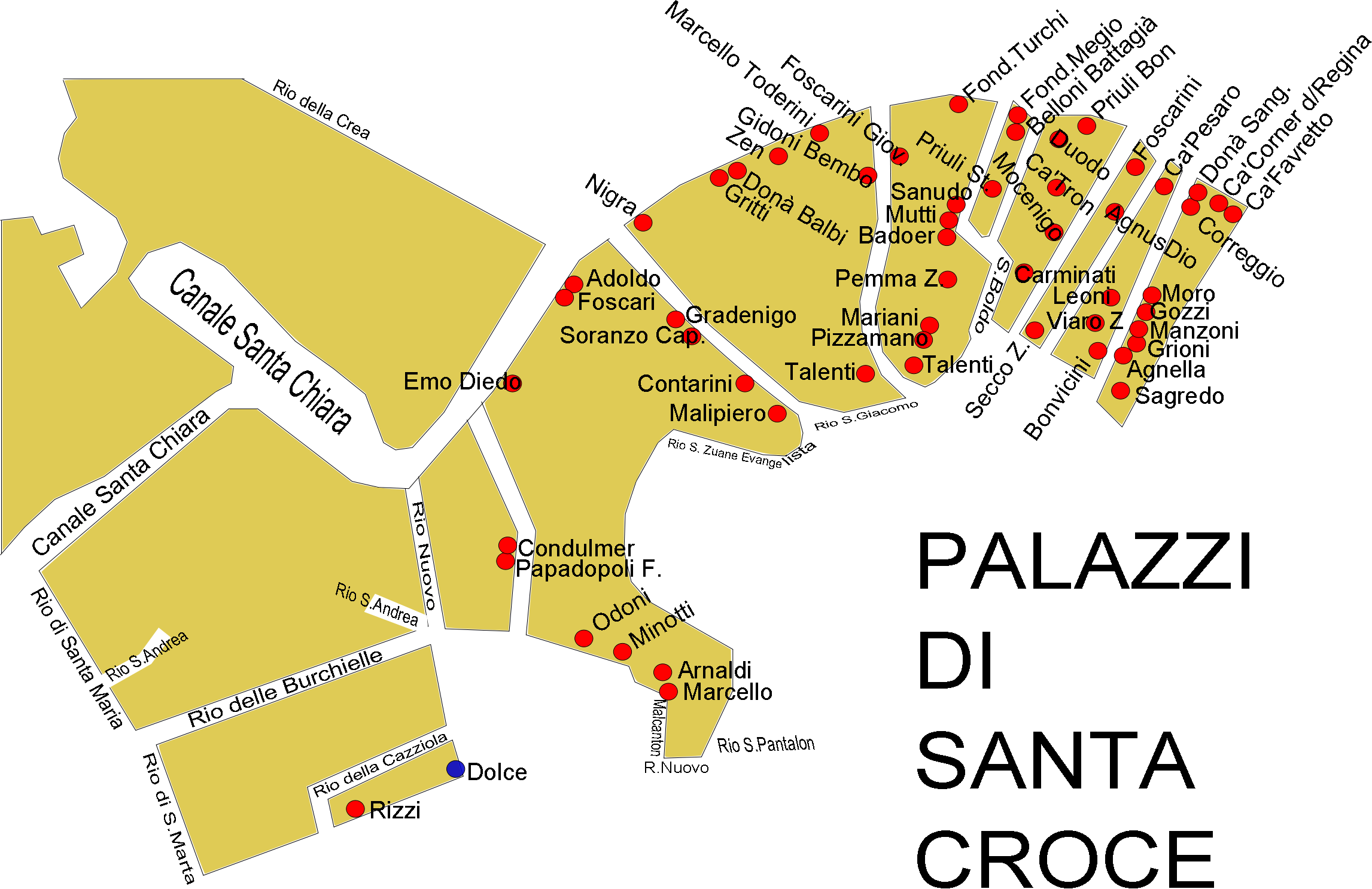
Les palais de Santa Croce

Ca' Pesaro est le musée d'art moderne de la ville, riche en œuvres d'art du XIXe  et du  XXe siècle, de Gustav Klimt à Vassili Kandinsky et Matisse.
On peut voir encore sur le Grand Canal le Fondaco dei Turchi qui servait d'entrepôt où les commerçants musulmans déchargeaient leurs marchandises et qui constitue aujourd'hui le Muséum d'histoire naturelle de Venise.

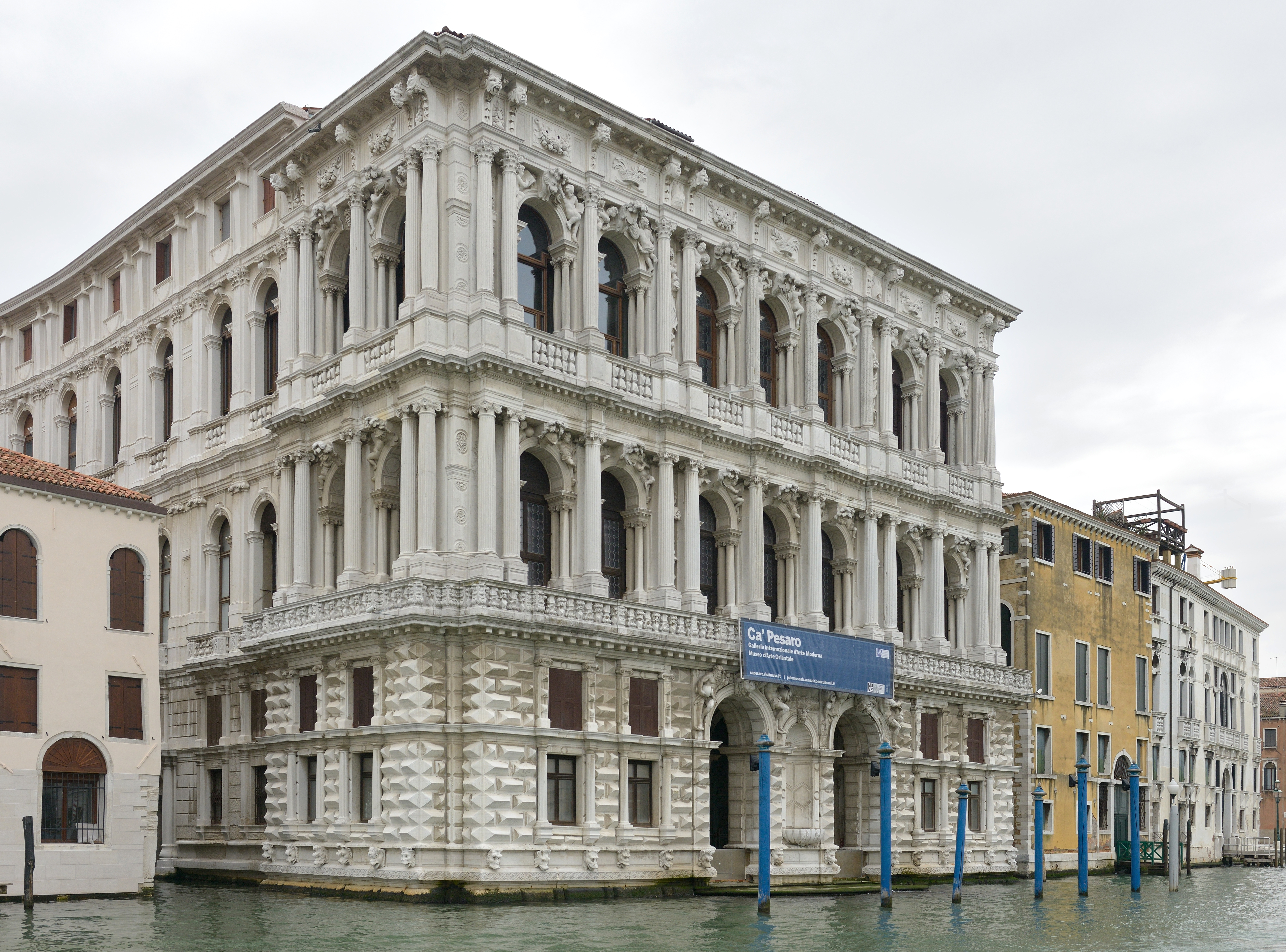
Ca' Pesaro.
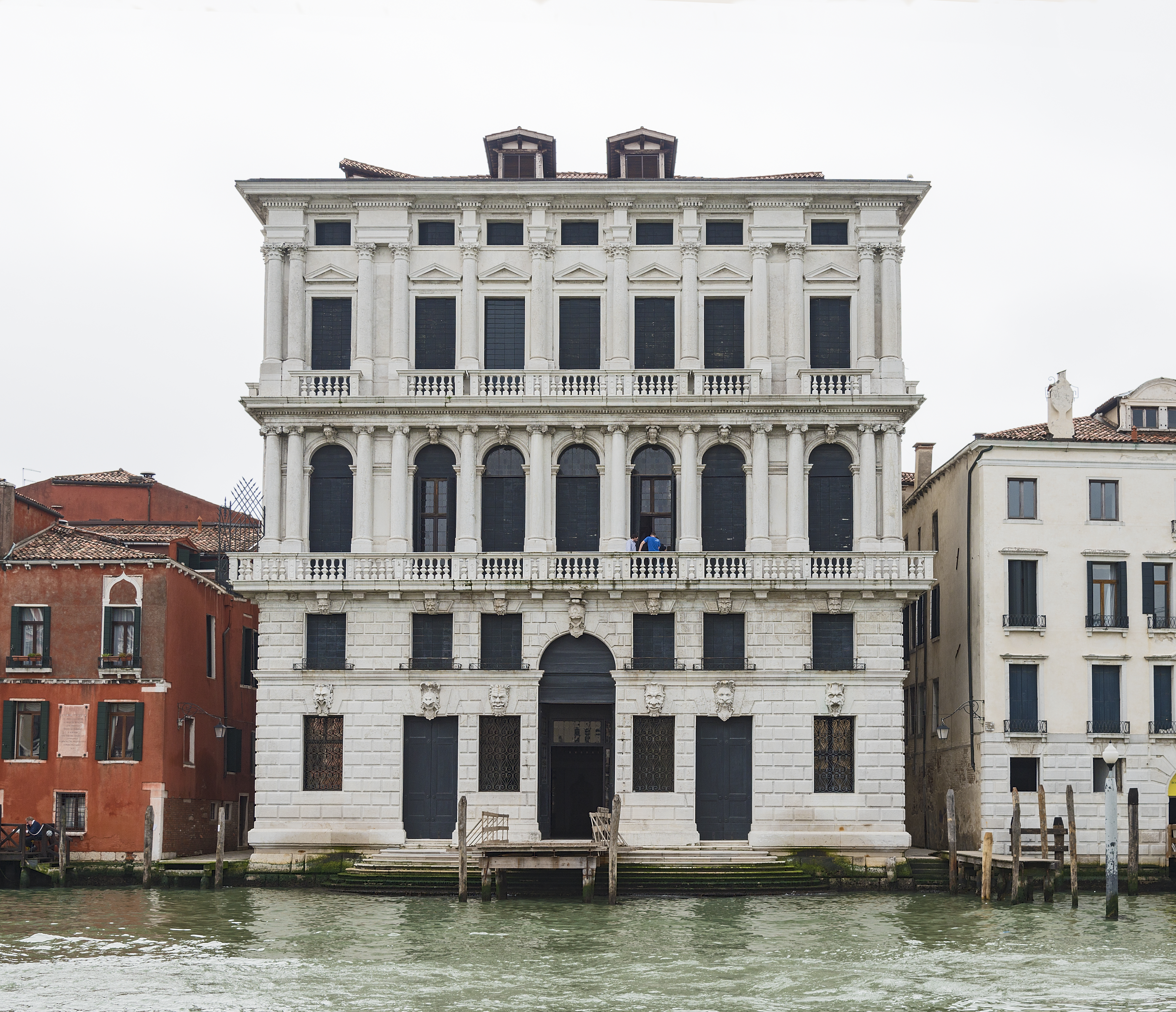
Ca'Corner della Regina.
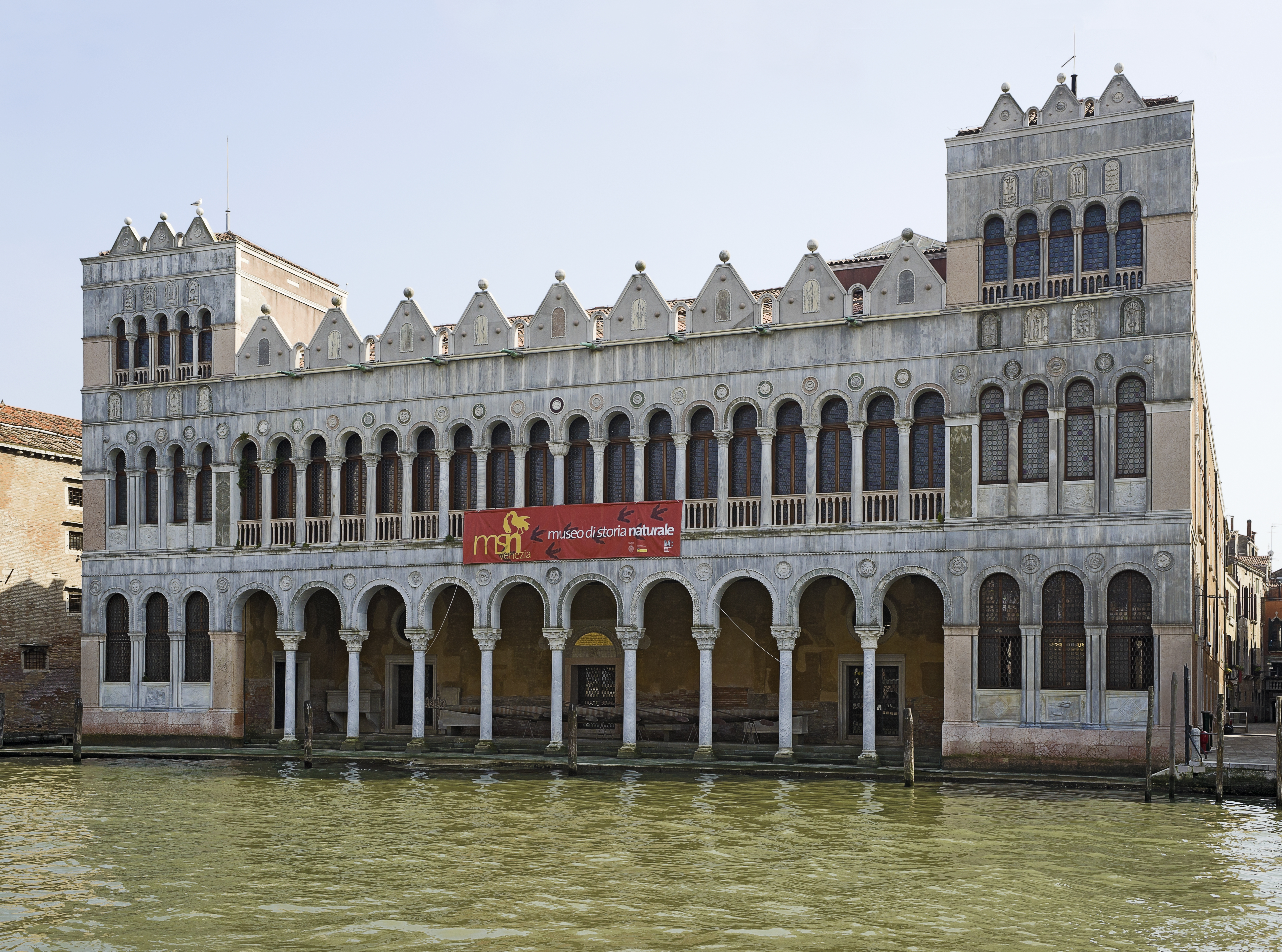
Fondaco dei Turchi, Muséum d'histoire naturelle de Venise.
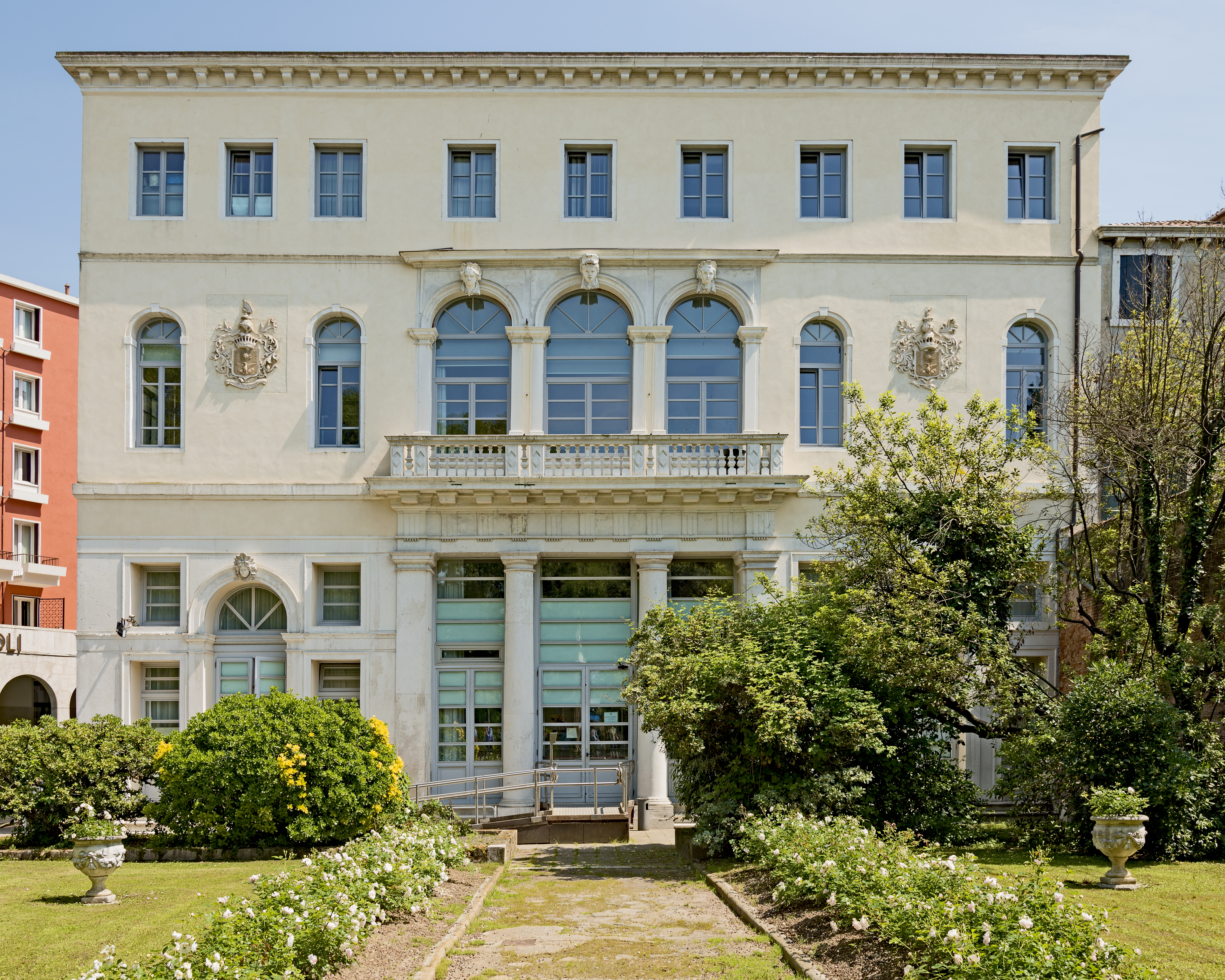
Palazzo Foresti Papadopoli.
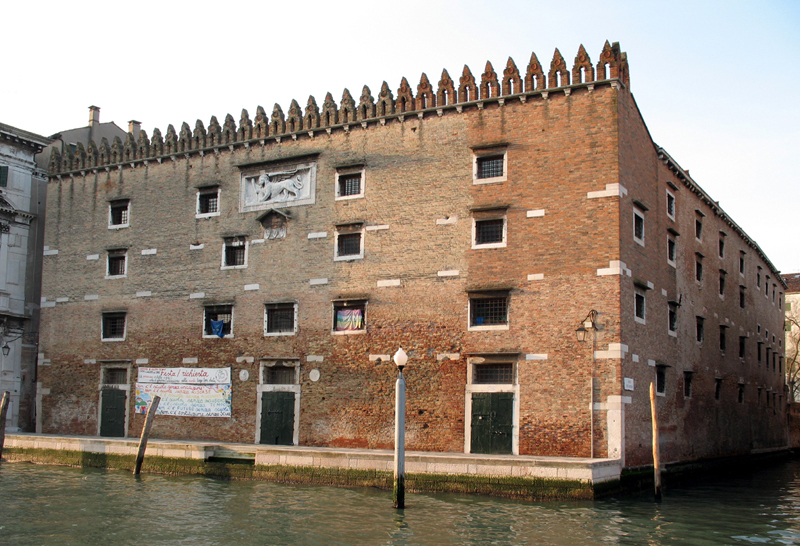
Fontego del Mégio.
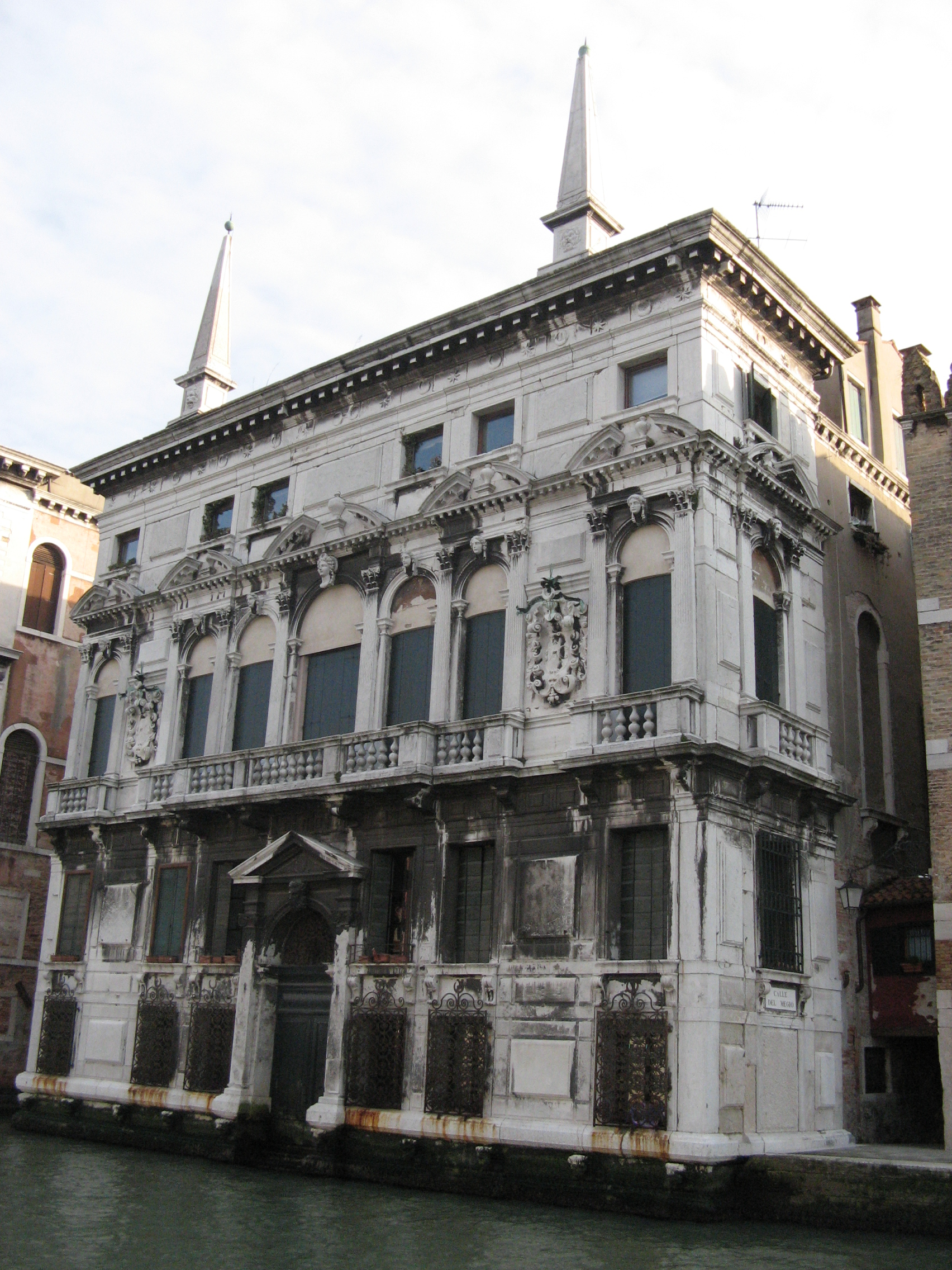
Palazzo Belloni Battagia.
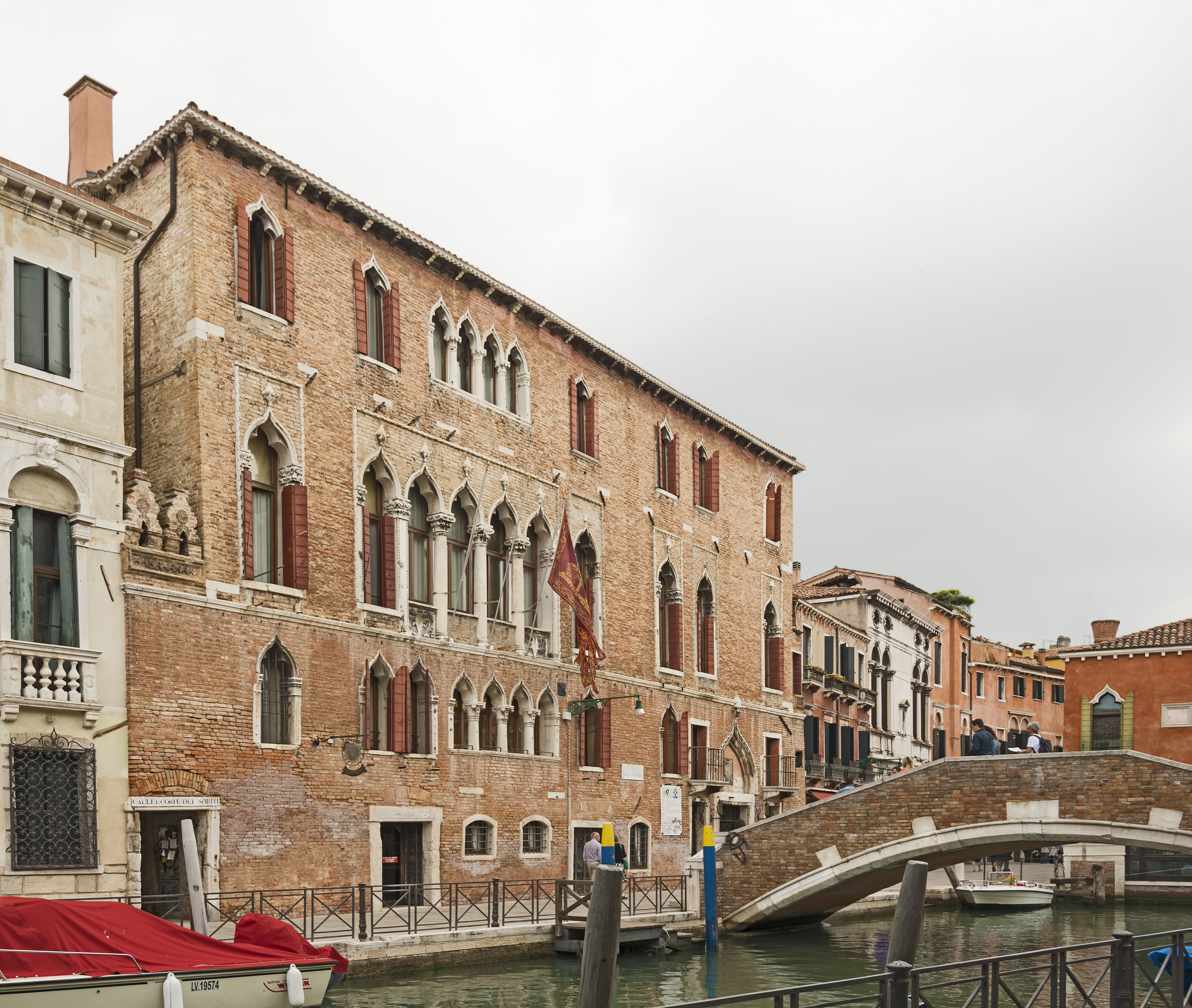
Palazzo Marcello.
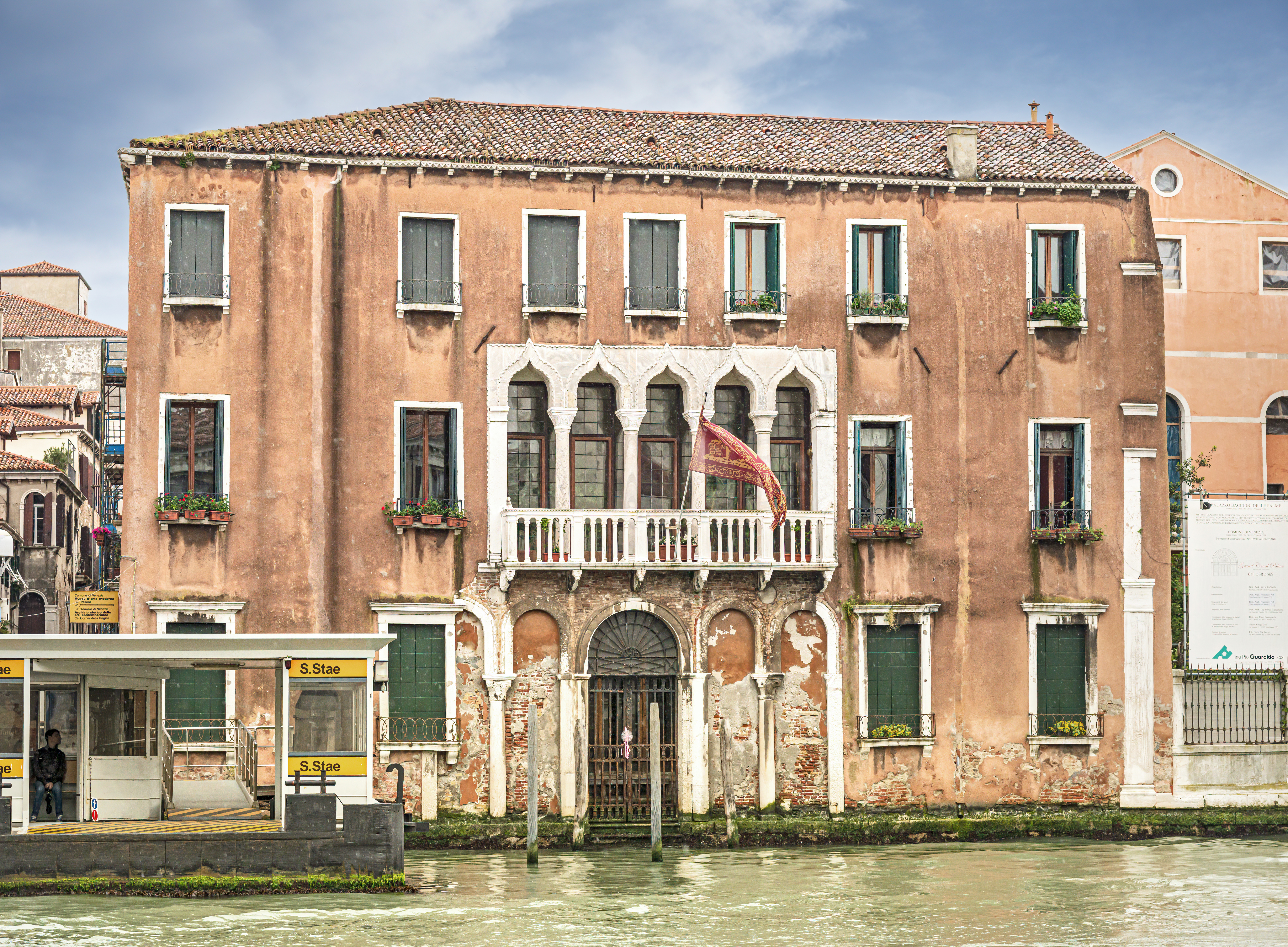
Palais Priuli Bon
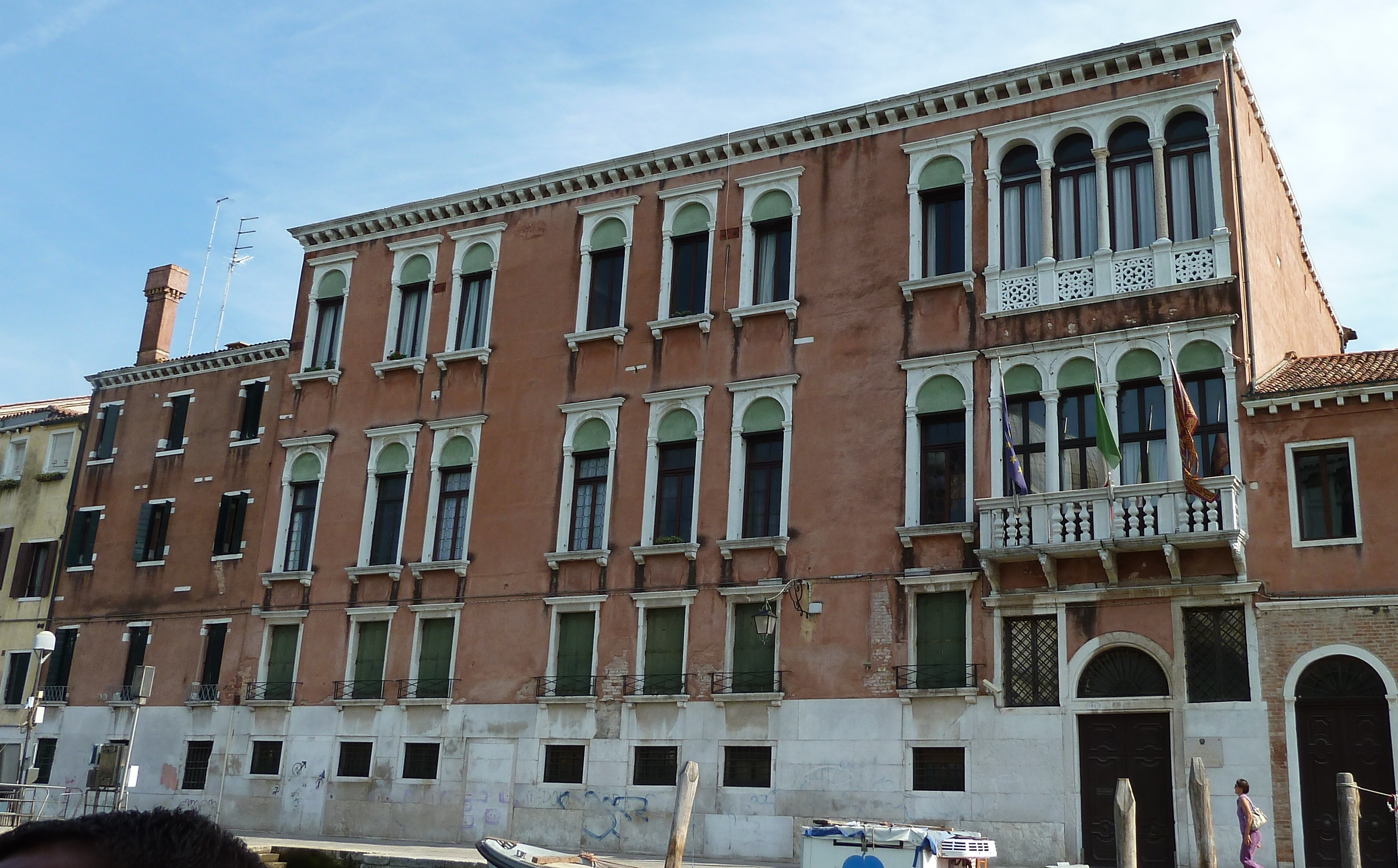
Palais Donà Balbi
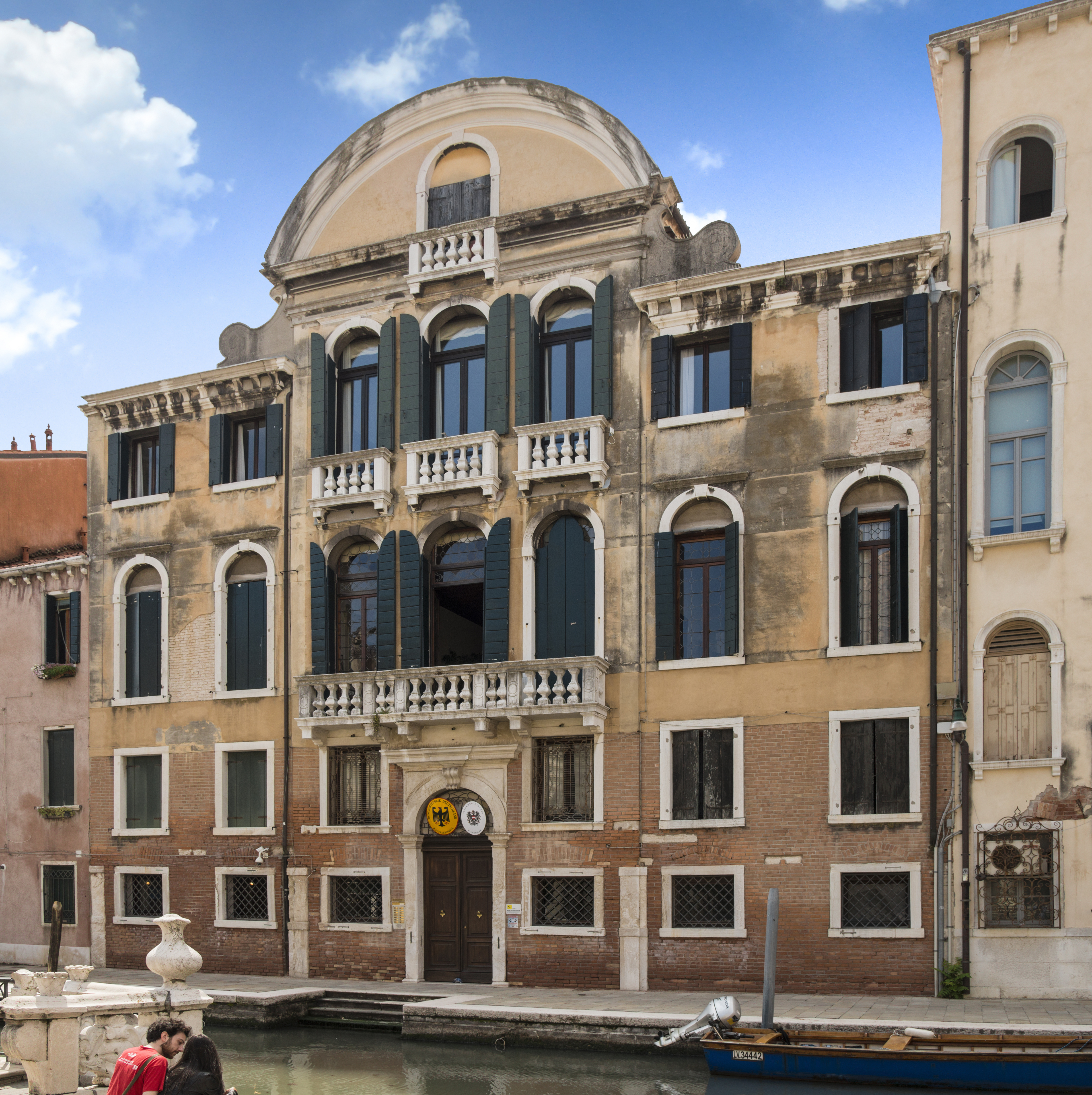
Palais Condulmer
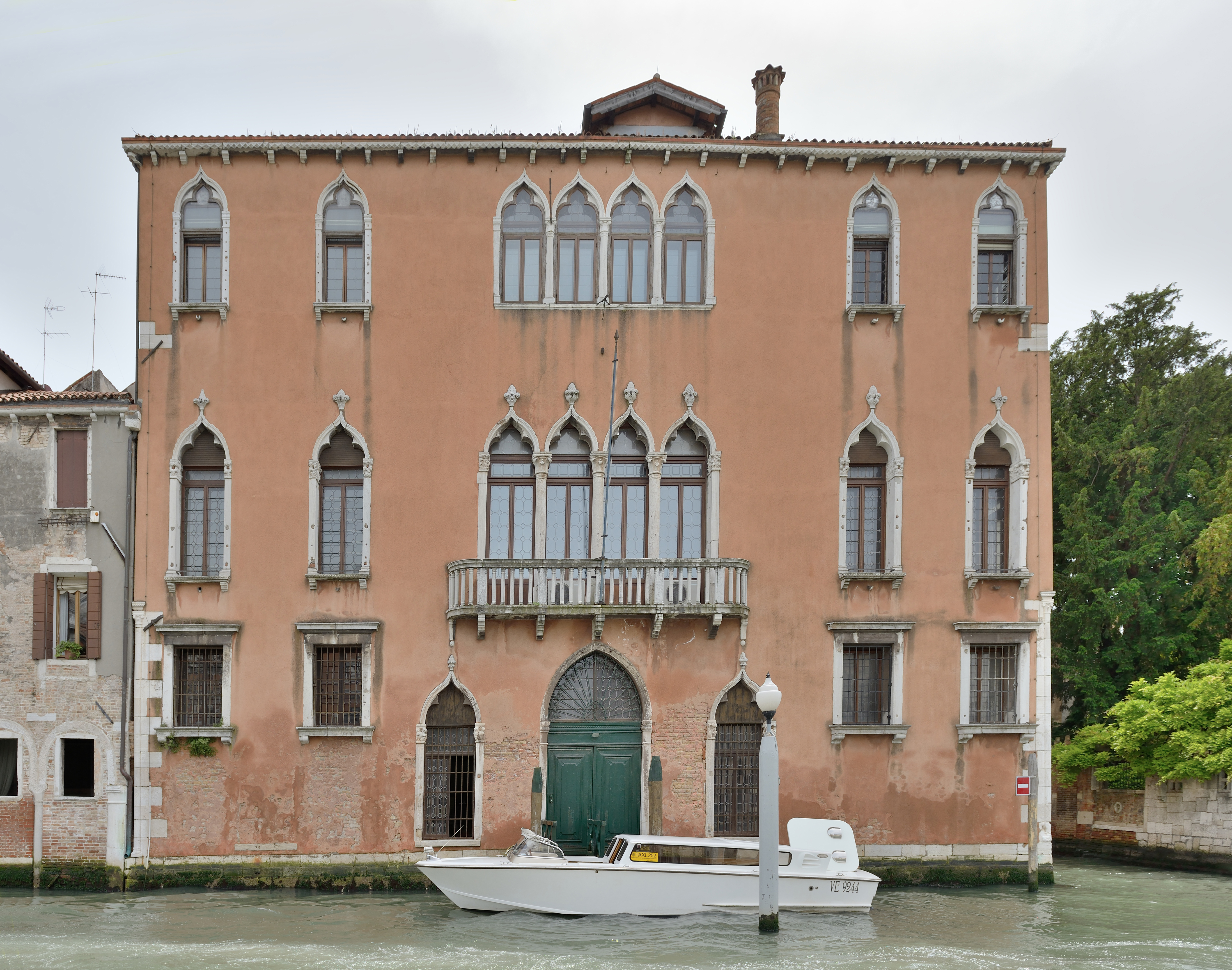
Palais Foscarini Giovanelli

### Spécificités

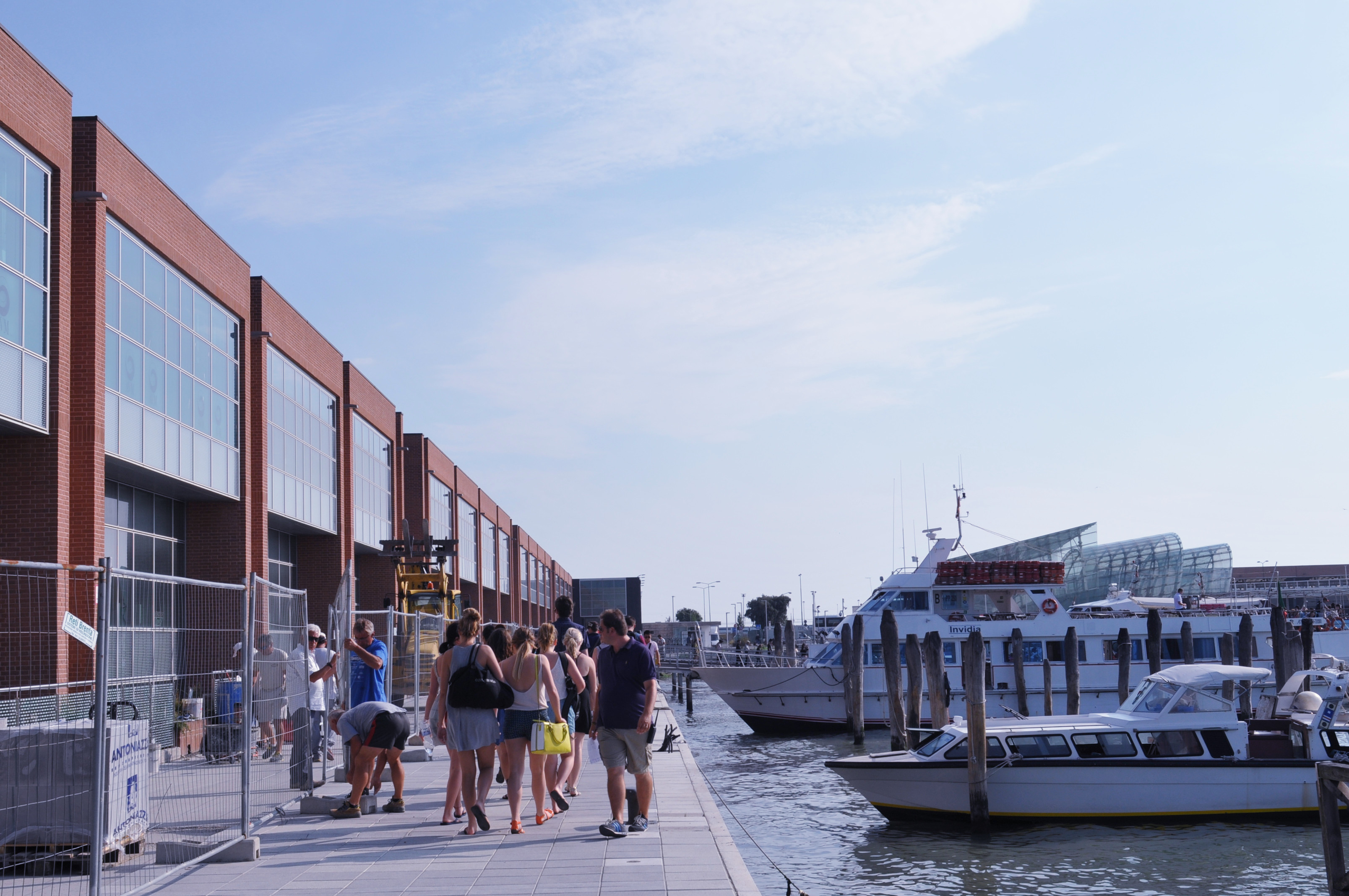
L'île logistique de Tronchetto
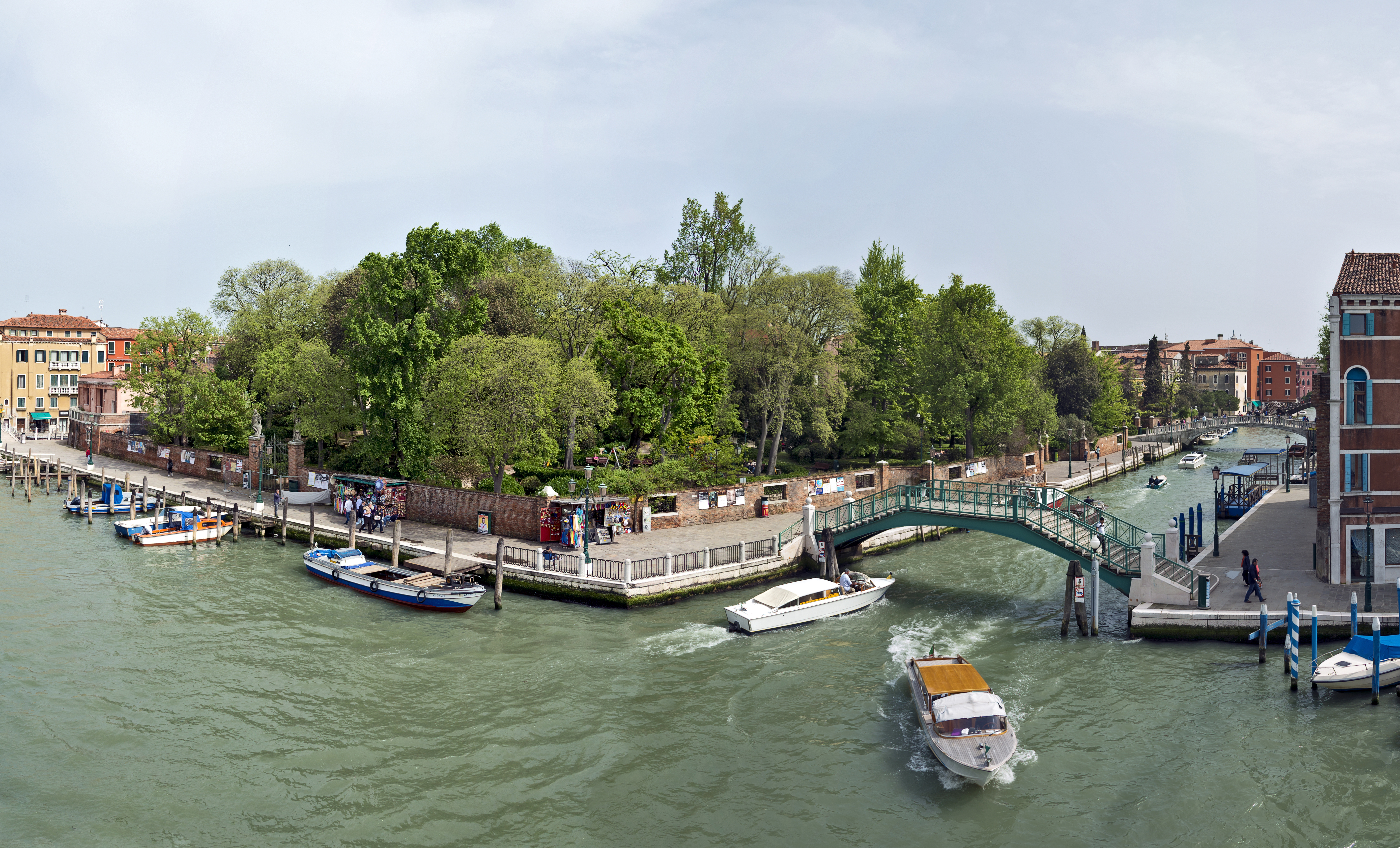
Les jardins Papadopoli
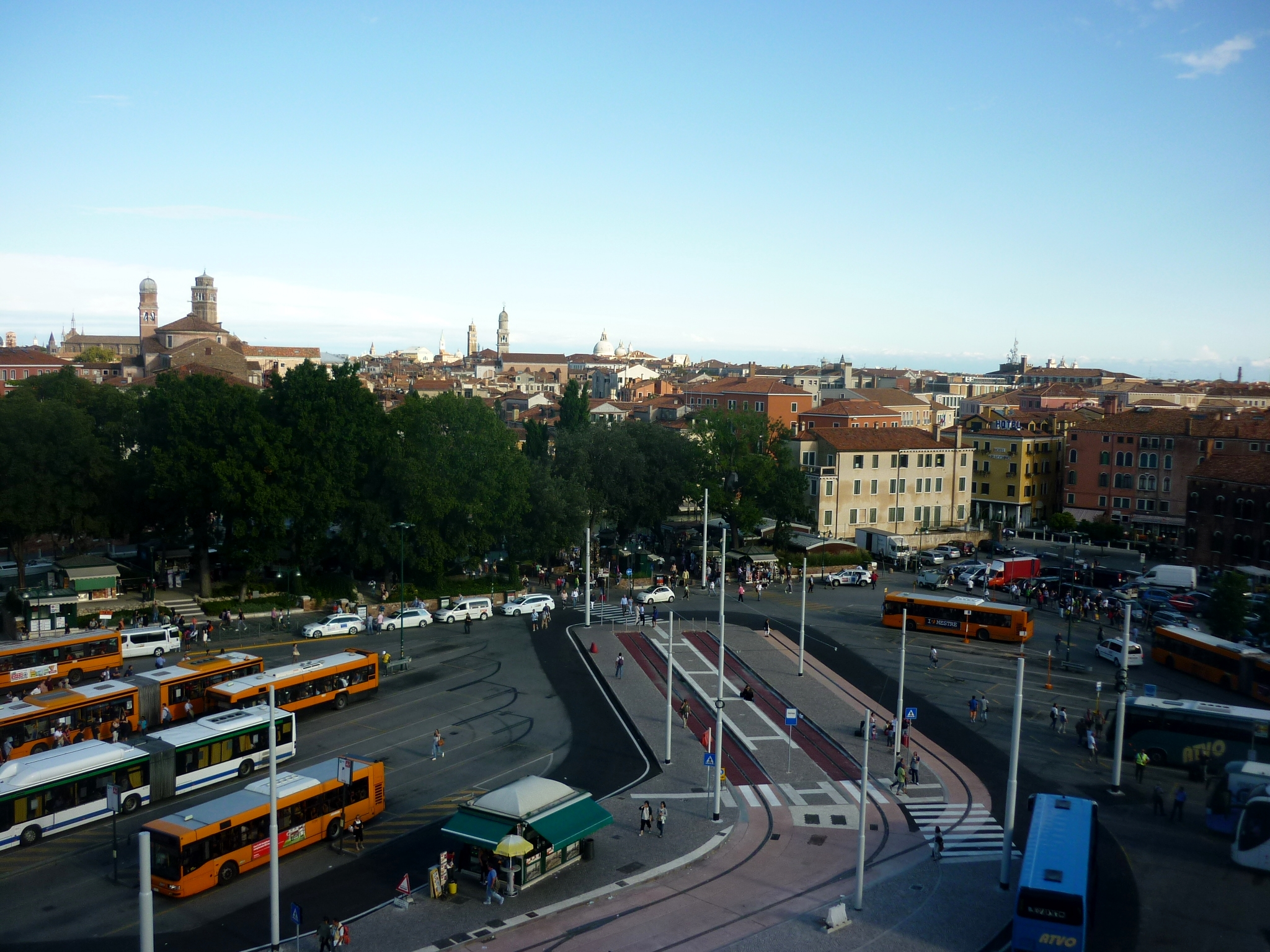
Les Piazzale Roma
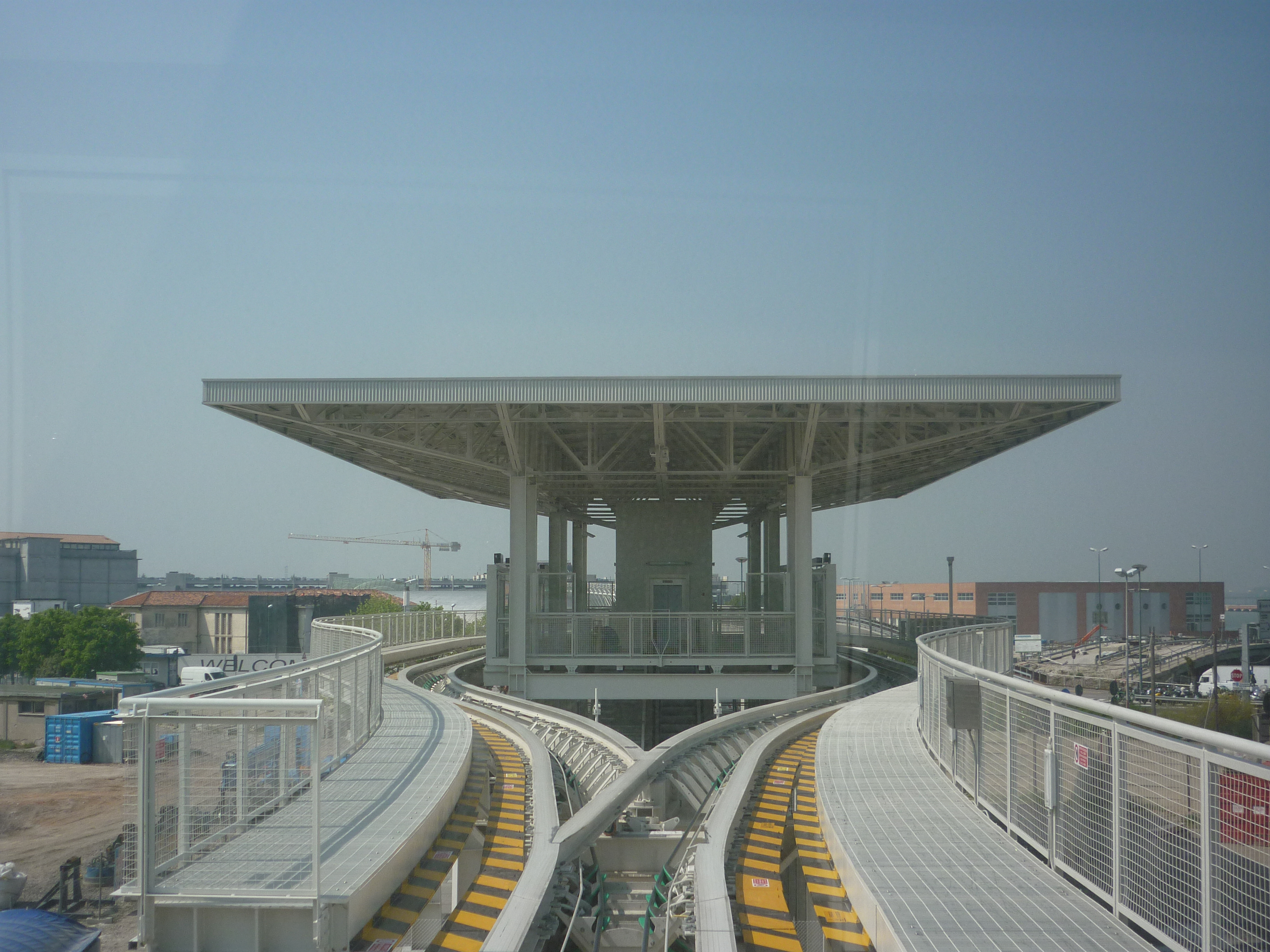
Le People Mover
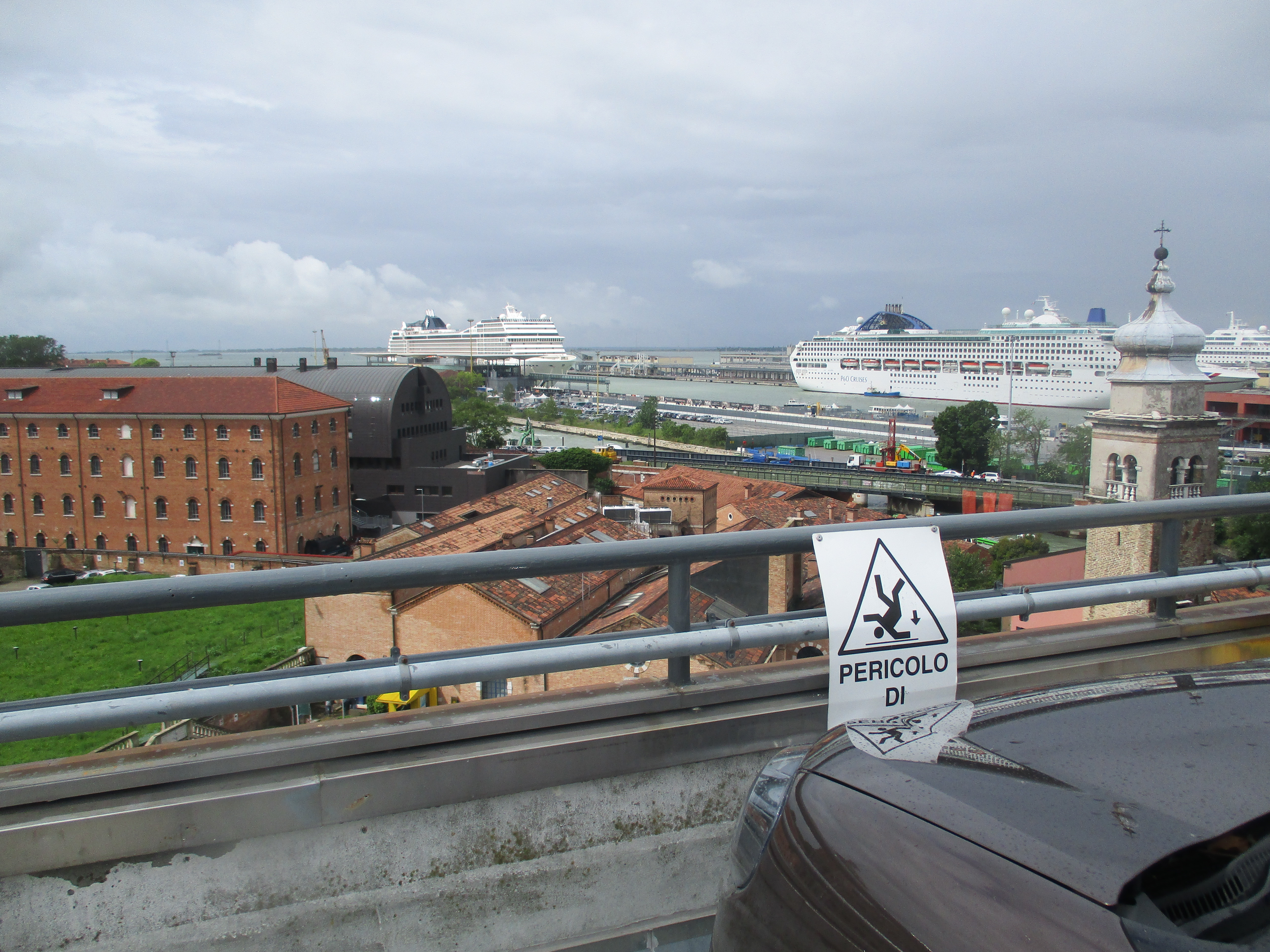
Terminal passagers de Venise
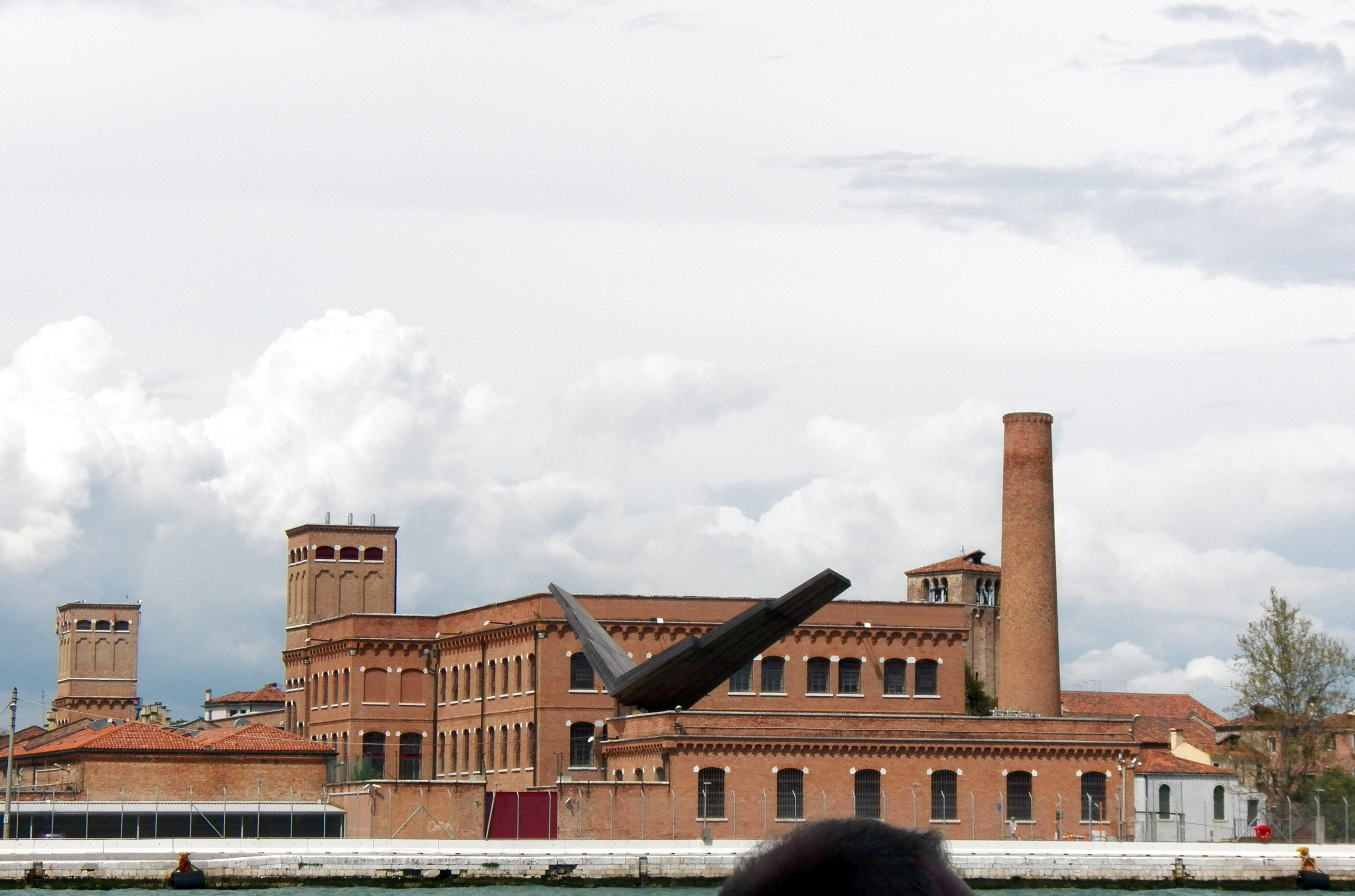
L'ex-Cotonificio de Venise